# Адам
Ада́м (ивр. אָדָם‎, ʼādām, дословно — «красный»; греч. Ἀδάμ, араб. آدم‎)  в Пятикнижии и Коране — первый человек, сотворённый Богом, и прародитель человеческого рода. Муж Евы, отец Каина, Авеля и Сифа. Вместе с женой был изгнан из рая после того, как, ослушавшись Бога, вкусил плод с Дерева познания добра и зла.
Согласно представлению иудаизма, Адам и Ева в полном объёме представляют человеческие отношения, отражая образ всего человеческого рода, их история может рассматриваться в качестве прообраза истории всего человечества.
В христианской теологии Адам — первый человек, сотворенный непосредственно Богом и имевший полноту общения с Ним. На Адаме, как на венце творения, почивала Божия благодать, он обладал праведностью и бессмертием, но всё это было утеряно им в грехопадении. Эту греховность Адам передал своим потомкам — всему роду человеческому. Первородный грех был искуплен лишь Иисусом Христом. Библейская история Адама стала основой таких важных положений христианской веры, как подчинённость женщины мужчине (Быт. 3:16) и догмат о первородном грехе.
Почитается в качестве пророка в исламе, в учении мандеев и вере Бахаи.
В сравнительном религиоведении рассказ об Адаме рассматривается как пример антропогонического мифа. Считается, что миф является отражением неолитической революции.
Библейское повествование об Адаме ввело в мировое искусство и культуру большое число символов, таких как: Эдем, Дерево познания добра и зла, Дерево жизни, запретный плод, змей-искуситель, изгнание из рая.

## В Священных Писаниях

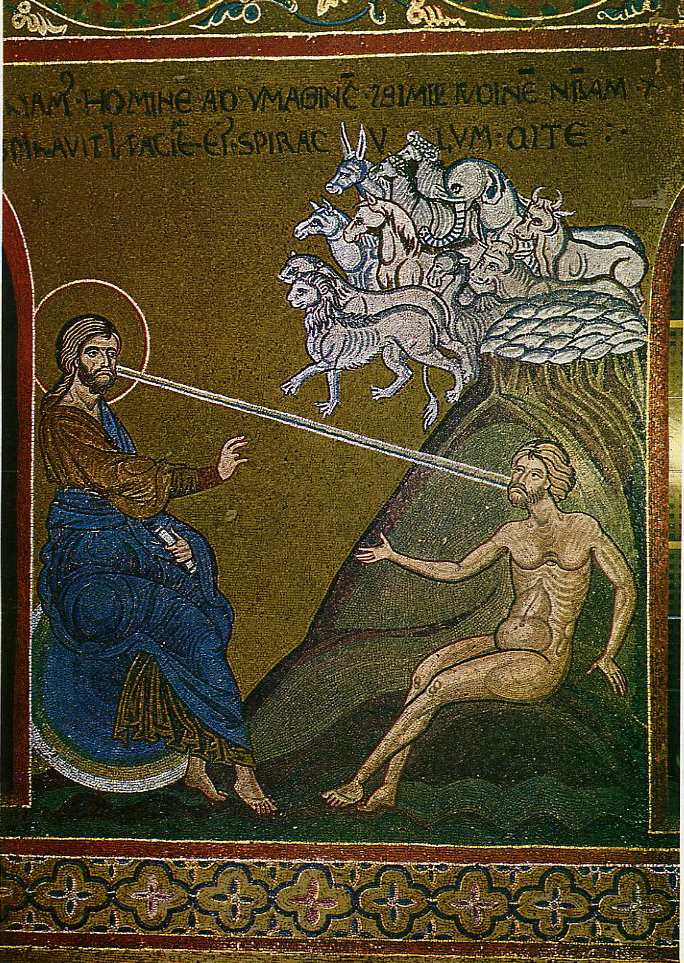
«Сотворение Адама», мозаика собора Монреале, XII век

### В Ветхом Завете
В Пятикнижии (Быт. 2—4) приводится довольно подробное описание жизни первой человеческой пары. Основные сюжетные элементы включают в себя создание Адама и Евы, искушение и грехопадение, изгнание из Эдема, а также последующее расселение людей по миру вне Эдемского сада.

#### Сотворение (Быт.1:1—29;2:7)
В Книге Бытия содержатся два параллельных рассказа о Сотворении мира и человека:
- Первый рассказ: 1:1 — 2:3.
- Второй рассказ: 2:4 — 3:24.

Согласно первому повествованию (Быт. 1:26—29), прародители человечества — мужчина и женщина — созданы «по образу  Божьему» (Быт. 1:27) в конце шестого дня творения, и им дано было право господствовать над всей землёй и живыми существами (Быт. 1:27).
Согласно второму параллельному рассказу (Быт. 2:7—25; 3:1—24), Бог вылепил человека (Адама) из «праха земного» (Адам — однокоренное со словом אדמה (адама) — земля, прах земной), вдохнул «дыхание жизни» в его ноздри и поместил в Сад Эдемский (Быт. 2:7).

#### Жизнь в Эдеме (Быт.2:8—25)

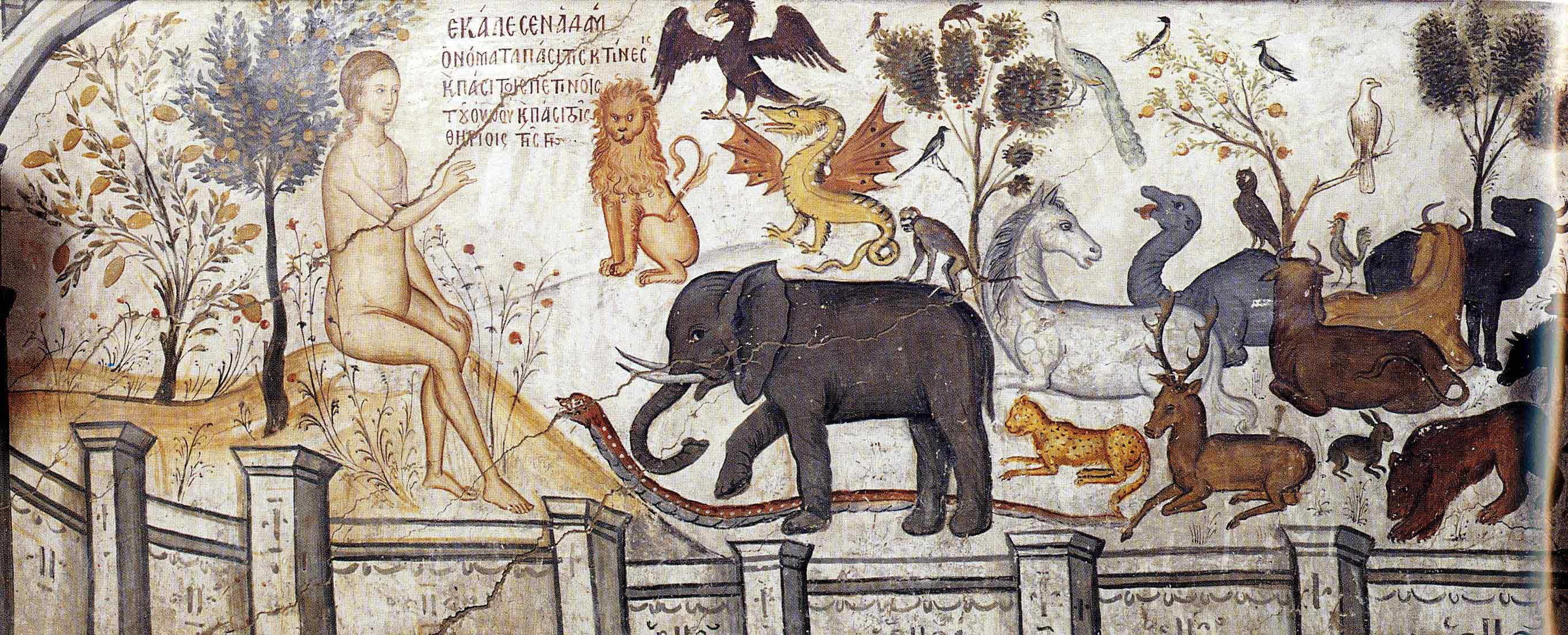
Адам даёт названия животным (фреска монастыря Николая Анапавсаса, Метеоры)

Поселив Адама в Эдемском саду, Бог заповедовал первому человеку «возделывать его и хранить его» (Быт. 2:15). Среди растений Эдемского сада было два особых дерева: Дерево жизни и Дерево познания добра и зла. Господь разрешил Адаму есть «от всякого дерева в саду» (Быт. 2:16) и лишь плоды Дерева познания добра и зла запретил ему есть, предупредив, что последствием непослушания будет смерть (Быт. 2:17).
Затем Бог привёл к человеку всех сотворённых животных и птиц, чтобы тот дал им названия (Быт. 2:19), «но для человека не нашлось помощника, подобного ему» (Быт. 2:20). Тогда Бог усыпил Адама, взял одно из его рёбер и сотворил из него первую женщину — Еву, которая стала женою для первого человека. «И были оба наги, Адам и жена его, и не стыдились» (Быт. 2:21-25).

#### Грехопадение и изгнание из Эдема (Быт.3)

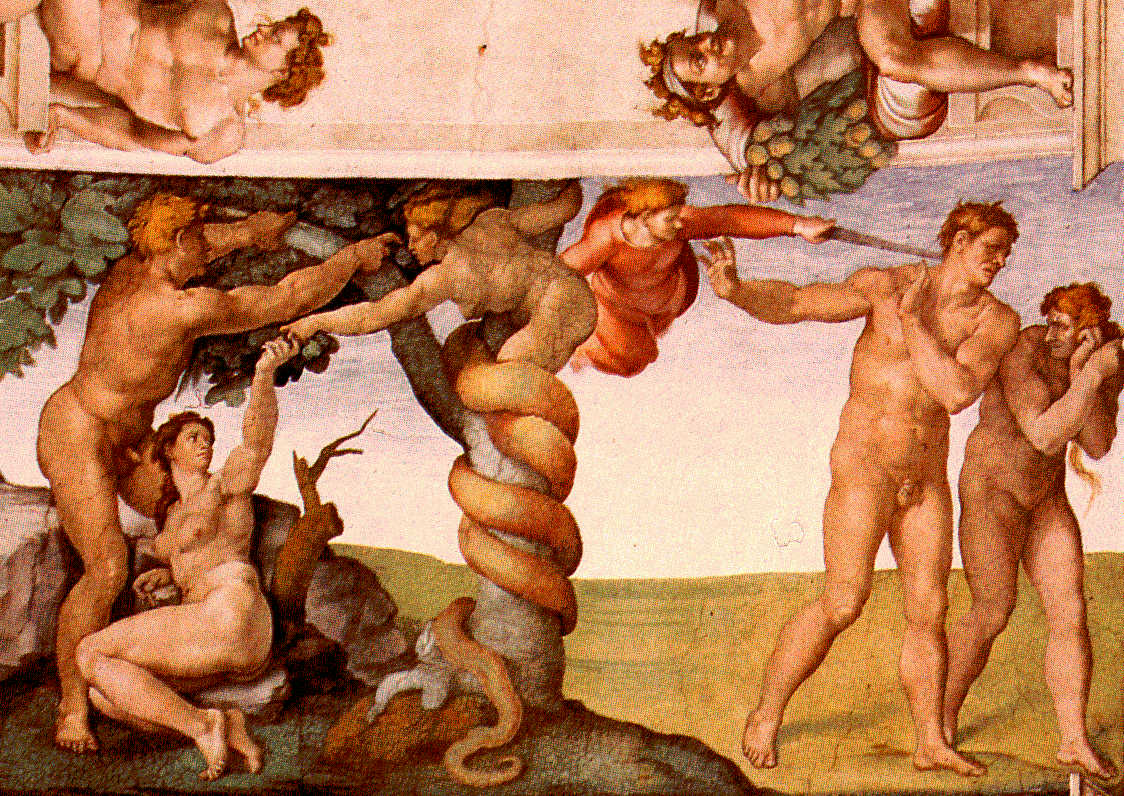
«Сотворение Евы и Изгнание из рая», Микеланджело. Фрагмент росписи Сикстинской капеллы, 1508—1512 годы

Змей же, будучи «хитрее всех зверей полевых, которых создал Господь Бог» (Быт. 3:1), уловками и хитростью убеждал Еву попробовать плод запретного Дерева познания добра и зла (Быт. 3:1—5). Женщина же отказывалась, говоря, что Бог запретил есть плоды с этого дерева, так как съевший их умрёт. Змей убеждал Еву, что она не умрёт: «Вы будете, как боги, знающие добро и зло» (Быт. 3:5). Наконец женщина поддалась уговорам змея, нарушив волю Господа, после чего дала попробовать плод и Адаму (Быт. 3:6). В результате Адам и Ева познали добро и зло, осознали свою наготу и спрятались от Бога (Быт. 3:1—7).
За проступком последовало наказание: змей был проклят и обречён ползать на животе и питаться прахом (Быт. 3:14, 15); женщине было определено «в болезни рождать детей» и находиться в подчинении у мужа; мужчине было назначено со скорбью и в поте лица трудиться во все дни жизни его на земле, которая «проклята за него» (Быт. 3:16—19). Люди перестали быть бессмертными и после смерти должны вернуться в землю в виде праха, из которого и был создан Адам.
После этого Бог сделал людям «кожаные одежды» и выслал человека из Эдемского сада, «чтобы возделывать землю, из которой он взят» (Быт. 3:23). Чтобы люди не смогли вкусить плодов Дерева жизни, у входа в Эдемский сад был поставлен херувим и «пламенный меч обращающийся» (Быт. 3:23, 24).

#### После изгнания из Эдема (Быт.4:1—5:5)

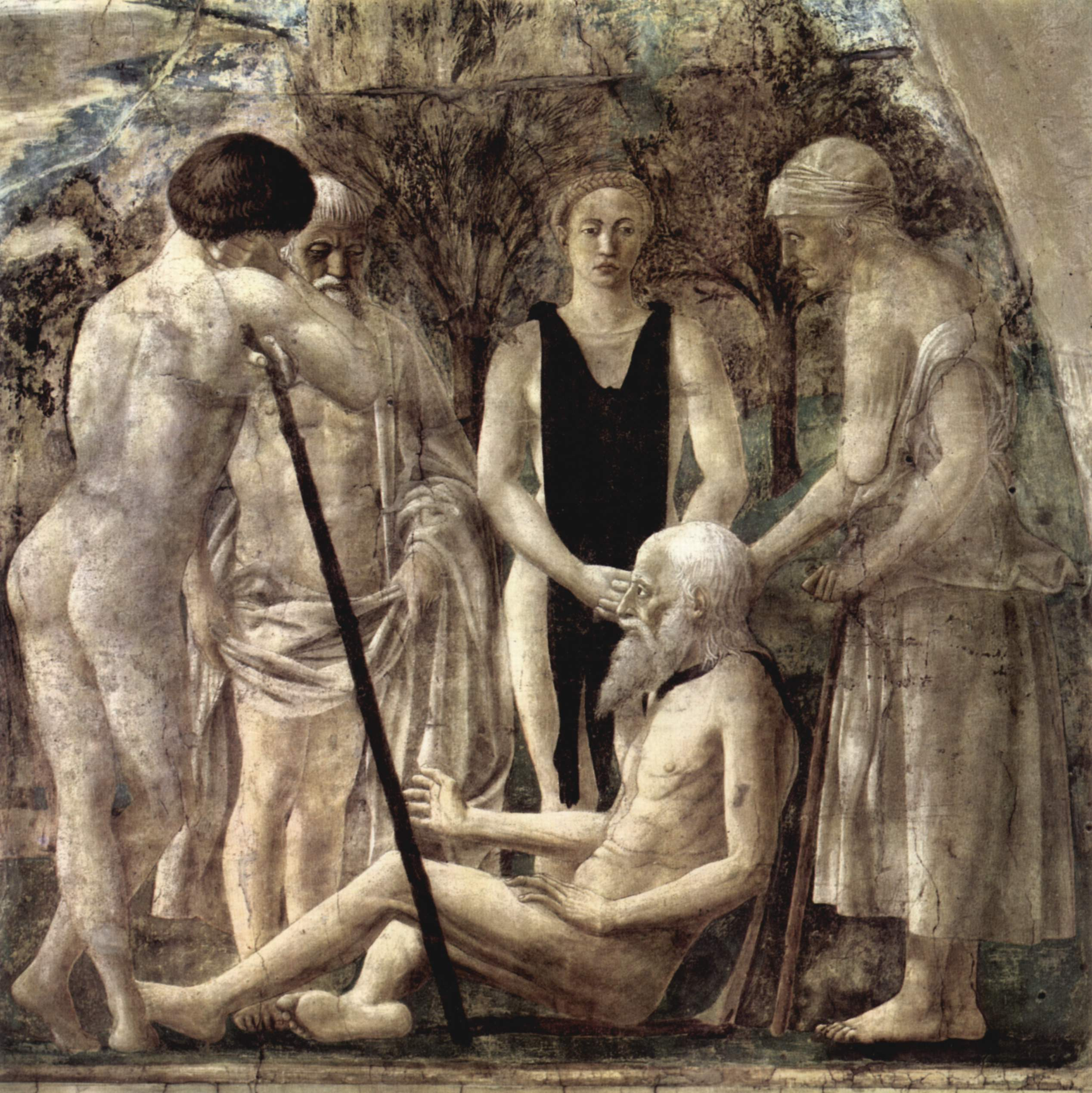
«Смерть Адама», фреска Пьеро делла Франческа, Базилика Сан-Франческо в Ареццо

Существование Адама после изгнания из Эдемского сада в корне изменилось: он был обречён на полную страданий и тяжёлой работы жизнь в поте лица. Теперь Адам жил в ожидании смерти и добывал себе пропитание на земле, которая больше не родила таких чудесных плодов, как в Эдемском саду (Быт. 3:18, 19).
Адам познал свою жену Еву, и та зачала и родила Каина. Затем Ева зачала снова и родила Адаму второго сына — Авеля (Быт. 4:1, 2). В возрасте 130 (230) лет Адам произвёл на свет третьего сына — Сифа (Шета), который, будучи предком Ноя, стал, тем самым, одним из родоначальников всего человечества; род от других сынов Адама погиб во время Всемирного потопа (Быт. 7:21).
В 5-й главе книги Бытия перечисляются ближайшие потомки Адама: ветхозаветные патриархи от Адама до Ноя и число прожитых ими лет. Как и все патриархи до Потопа, Адам прожил долгую по современным меркам жизнь. После рождения Сифа Адам жил 800 (700) лет, родил ещё сыновей и дочерей (Быт. 5:1—4) и умер, следуя библейскому рассказу, в возрасте 930 лет (Быт. 5:5).
Книга Премудрости Иисуса, сына Сирахова (Бен Сира) (около 170 года до н. э.) причисляет Адама к величайшим библейским праведникам и возвышает его над остальными: «Прославились между людьми Сим и Сиф, но выше всего живущего в творении — Адам» (Сир. 49:18).

### В Коране

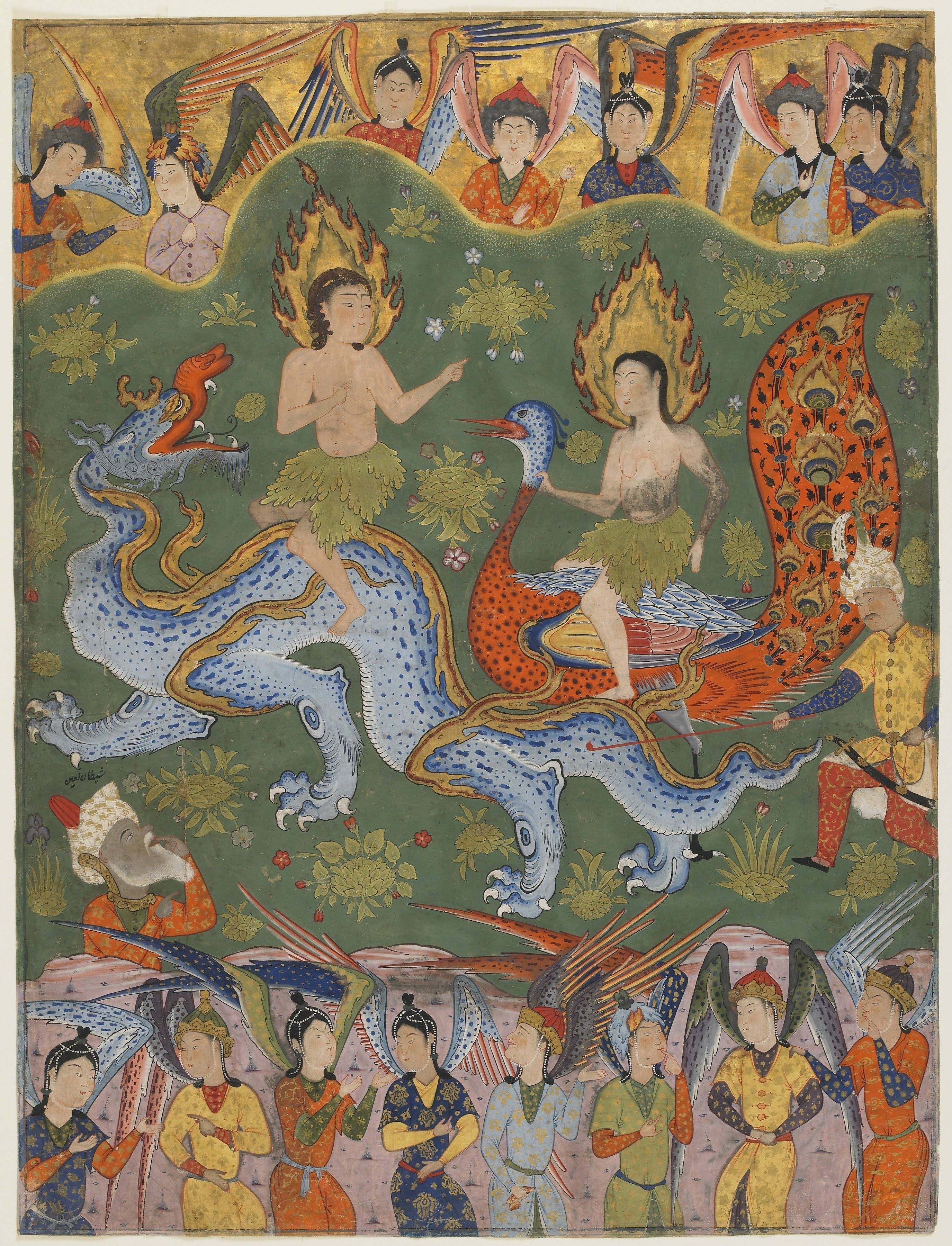
«Адам и Ева», персидская миниатюра, XVI век

В отличие от Библии, где приводится систематизированное повествование об Адаме, в Коране Адам упоминается в нескольких отдельных сурах (главах). Отдельные аяты с упоминанием его имени разбросаны по всему Корану.
По способу рождения Адам в Коране сравнивается с пророком Исой (Иисусом). Вдохнув в Адама жизнь, Аллах научил его именам всех вещей и назначил его своим «заместителем» (халифа) на земле. Однажды ангелы, говоря о потомках Адама, спросили у Аллаха: «Разве Ты установишь на ней того, кто будет там производить нечестие и проливать кровь?». На это Аллах ответил: «Поистине, Я знаю то, чего вы не знаете». Затем Аллах показал ангелам его умственные способности: «О Адам! Сообщи им имена их. И когда он сообщил им имена их, то Он сказал: „Разве я вам не говорил, что знаю сокрытое на небесах и на земле, и знаю то, что вы обнаруживаете, и то, что скрываете?“».
Аллах повелел всем ангелам пасть ниц перед человеком и символически признать верховенство человека и его величие перед всеми творениями Аллаха. Среди ангелов находился джинн по имени Иблис, который отказался выполнить приказ Аллаха и «сбился с пути». В наказание за ослушание Аллах низвергнул Иблиса с небес на землю.
Аллах поселил Адама в раю (джаннат). Однажды, когда Адам спал, Аллах сотворил из его левого ребра жену Хавву (араб. حواء‎ —  источник жизни‎). В Коране её имя не упоминается, а упоминается просто «супруга» Адама.
Сотворив для Адама супругу, Аллах сказал им: «О Адам! Поселись ты и твоя жена в раю и питайтесь оттуда на удовольствие, где пожелаете, но не приближайтесь к этому дереву, чтобы не оказаться из неправедных». Иблис обманул Адама и Хавву, говоря: «Ваш Господь запретил вам это дерево только для того, чтобы вы не стали ангелами или бессмертными». Адам и Хавва вкусили плоды этого дерева после чего «…обнажились их срамные места, и они стали прилеплять на себя райские листья». После того, как Адам и его жена согрешили, Аллах сказал им: «Разве Я не запрещал вам это дерево и не говорил вам, что сатана для вас явный враг?». Супруги раскаялись о своём поступке и ответили: «Господи наш! Мы обидели самих себя, и, если Ты не простишь нам и не помилуешь нас, мы окажемся потерпевшими убыток». Аллах принял покаяние Адама и направил на истинный путь. В наказание за ослушание приказа Аллаха Адам и его супруга были низвергнуты на землю, где они и их потомки обречены жить и трудиться.
Аллах обещал низвергнутому на землю Адаму своё руководство и милость. В суре аль-Араф («Ограды»), после упоминания истории об Адаме, рефреном «О сыны Адама» вводится призыв веровать в Аллаха, не поддаваться козням шайтана, не оправдывать свои грехи и неверие тем, что так, якобы, вели себя предки.

## Хронология

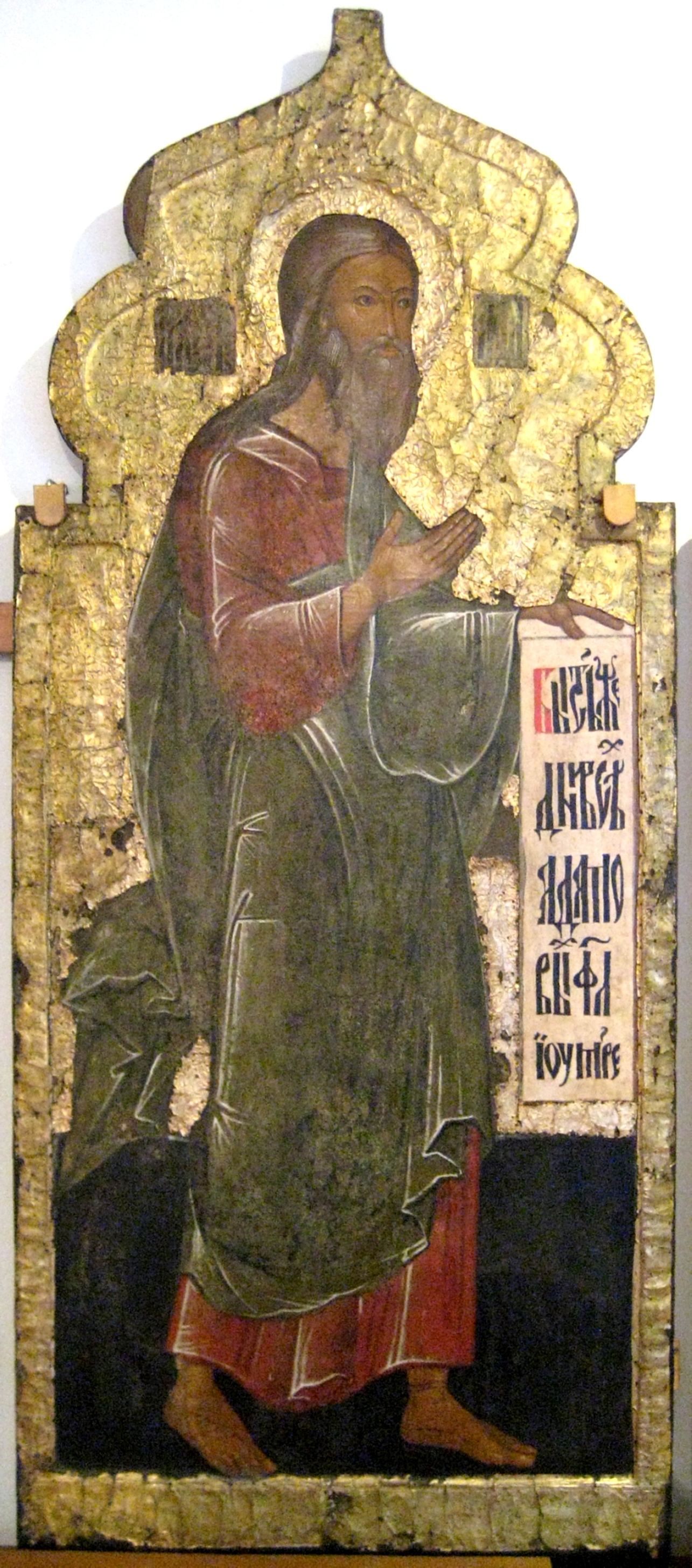
Православная икона «Адам». Иконописец Ждан Дементьев (Вологда), 1630 год. В его руках свиток с надписью «бысть же дней всех Адамовых лет 530 и умре». (Икона из праотеческого ряда иконостаса собора Успения Богородицы, Кирилло-Белозерский монастырь. Музей Кирилло-Белозерского монастыря)

Согласно еврейскому календарю Адам был сотворён в 3761 году до н. э.
В христианской традиции, где сотворение Адама вычисляется на основании новозаветного родословия Иисуса от Адама (Лк. 3), существует большое число версий этой даты (см. Датирование Сотворения мира). Согласно Византийской или Константинопольской эре Адам был сотворён в 5508 или 5509 году до н. э.
Согласно Книге Юбилеев, Адам провёл 40 дней в стране, где был сотворён, после чего был приведён в Эдем. 7 лет Адам и Ева провели в Эдеме, соблазнение же произошло на 17-й день второго месяца. Каин родился в 3-ю седмину 2-го юбилея (то есть в 64—70 годах от Сотворения мира), Авель — в четвёртую седмину, в пятую седмину — дочь Аван. Всего сыновей у Адама было двенадцать. Так как «тысяча лет как один день по небесному свидетельству», сбылось сказанное Богом, что Адам умрёт в тот же день, что вкусит от древа познания.
Ещё в поздней античности было высказано мнение, что огромная продолжительность жизни патриархов на самом деле говорит о том, что 10 лет нужно считать за год. С этим мнением не соглашался блаженный Августин. Также излагалось мнение, что их нужно считать в лунных месяцах (930 л. м. = 930 × 29,5 / 365,25 = 75,11 лет). Тем не менее, эта версия не согласуется с рядом фактов, в частности, с тем, что перед описанием Потопа в Пятикнижии сказано: «И сказал Господь [Бог]: не вечно Духу Моему быть пренебрегаемым человеками [сими], потому что они плоть; пусть будут дни их сто двадцать лет» (Быт. 6:3).

## Традиционные предания

### В еврейской традиции
История сотворения и жизни Адама подробно освещается в аггадическом мидраше на книгу Бытия «Берешит Рабба» (около III века), а также в различных трактатах Талмуда.

#### Сотворение

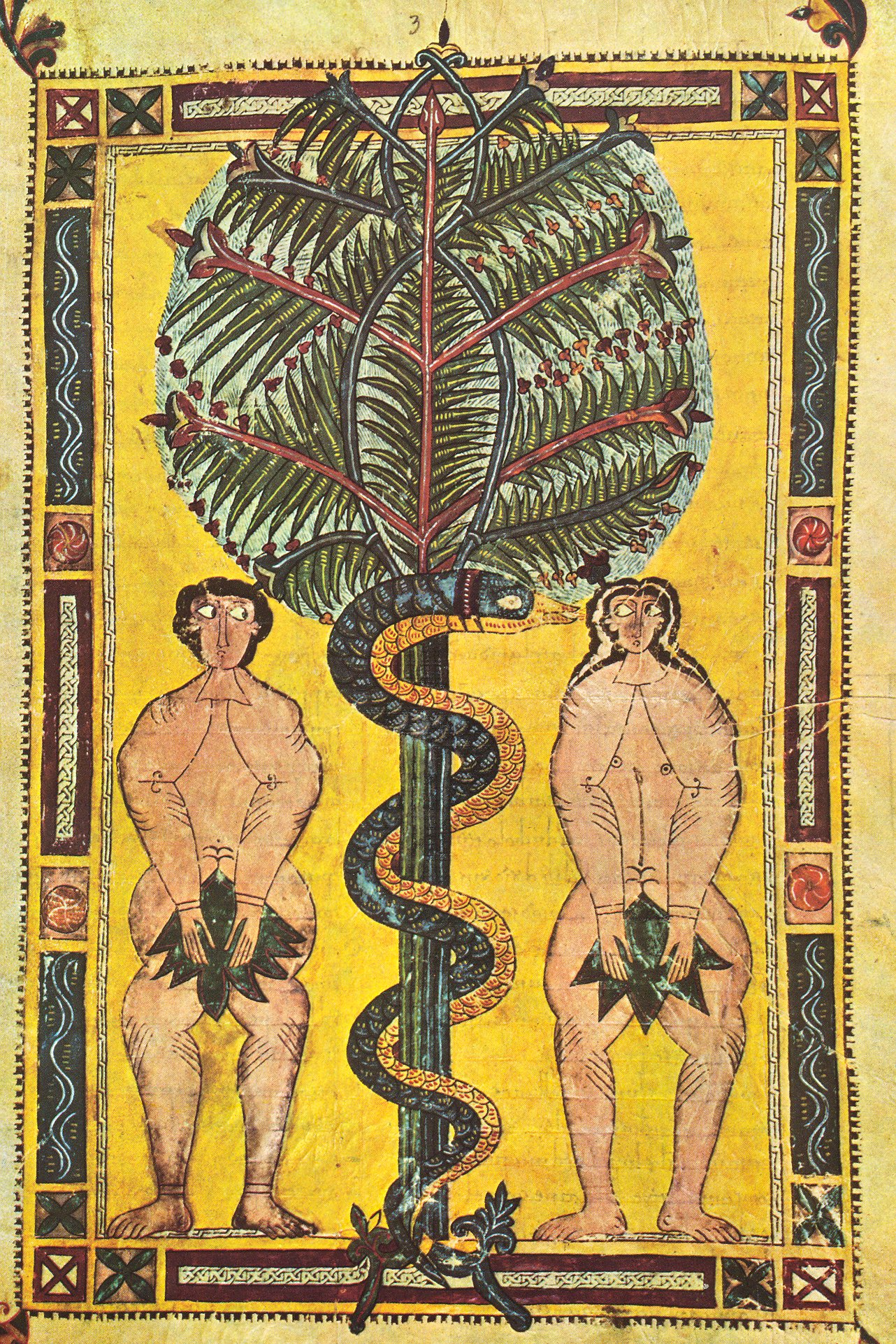
Миниатюра из «Beatus Escorial», около 950—955 года, библиотека Эскориала, Испания

Мидраш объясняет, что у Всевышнего есть достаточно ангелов, пребывающих на небесах, а также достаточно животных и других творений внизу; и потому Ему нужен был человек, который соединял бы в себе эти два мира — верхний и нижний.
История о сотворении человека начинается словами Бога: «сотворим человека по образу Нашему по подобию Нашему» (Быт. 1:26). Экзегетика иудаизма предлагает несколько объяснений упоминанию Бога в множественном числе. Согласно наиболее распространённому объяснению, перед тем, как сотворить человека, Бог совещается со своими ангелами. Классический комментатор Танаха, Раши (XII век), делает из этого вывод о мягкости характера Бога, который совещается со своими ангелами в момент творения Адама, опасаясь их зависти к человеку. По словам мидраша Берешит Рабба, на вопрос Моисея, зачем Господь даёт оправдание еретикам, Творец ответил, что «теперь если великий человек придет, чтобы получить разрешение от того, кто ниже его, он может сказать: Зачем мне просить разрешения у того, кто ниже меня? Тогда они ответят ему: Учись у твоего Творца, который сотворил все, что наверху и внизу, но когда Он пришел, чтобы создать человека, Он советовался с ангелами-служителями».
Мидраш Берешит Рабба описывает совещание Бога с ангелами следующим образом, интерпретируя стих псалма: «Милость и истина встретятся, правда и мир облобызаются; истина возникнет из земли, и правда приникнет с небес» (Пс. 84:11):

Когда Творец задумал сотворить человека, ангелы разделились на несколько групп: одни говорили Ему: «Не твори», а другие говорили: «Сотвори».
Любовь сказала: Пусть будет создан, потому что он будет раздавать любовь.
Истина сказала: Пусть не будет создан, потому что он составлен из лжи.
Правда сказала: Пусть он будет создан, потому что он будет совершать праведные дела.
Мир сказал: Пусть он не будет создан, потому что он полон раздора.
Что же сделал Творец? Взял и бросил Истину на землю. Обратились тогда ангелы к Творцу: "Почему пренебрегаешь подобием Своим? Пусть Истина восстанет из земли. Тем временем, пока ангелы спорили друг с другом, сотворил Всевышний человека и сказал им: Чем вы можете помочь — человек уже создан.
— Берешит Рабба, 8:5
Также согласно этому мидрашу, Господь перед сотворением человека совещается со Своим качеством Милосердия. При этом Всевышний умышленно не обращается к Своему качеству Правосудия, потому что оно не позволило бы его создать. Согласно мидрашу Танхума, Всевышний обращается к Торе, чьи заповеди заступаются за человека. По мнению Нахманида, Бог обращается к земле, из которой будет сделан человек. Рабби Саадия Гаон (X век) и рабби Авраам ибн Эзра объясняют подобное обращение тем, что Всевышний, подобно земным царям, говорит о себе во множественном числе. Наконец, мидраш Берешит Рабба сообщает, что Бог обращался к душам праведников до сотворения Адама.
По одному из мнений, приведённых в Талмуде, прах для тела Адама был взят Творцом из Вавилона, для головы — из Земли Израиля, а для остальных органов — из прочих стран.
По словам законоучителей Талмуда, Адам и Ева первоначально возникли как единое существо Адам Ришон (первозданный человек) с двумя сущностями — мужской и женской (гермафродит). Слово «цела», обычно понимаемое как «ребро», может также означать «сторона» (как, например, в выражении цлаот а-Микдаш — стороны Святилища). Иными словами, мужчину и женщину можно представить как две разные стороны одного первозданного человека. Адам Ришон сочетал мужские и женские признаки, и Господь, создавая Еву, разделил физически тело Адама на два: мужчину и женщину.
Согласно мидрашу Берешит Рабба, Адам был создан безжизненной массой, заполняющей весь мир, а затем вселил в него душу. Когда Бог сотворил Адама, ангелы приняли его за божественное существо. Адам и Ева были созданы двадцатилетними.
Талмуд отмечает также расхождение между Первым и Вторым рассказами о Сотворении мира в вопросе о времени появления растений. Во втором рассказе написано: «Никакого же кустарника полевого ещё не было на земле, и никакая трава полевая ещё не росла; ибо дождя не посылал Господь Бог на землю, ибо человека не было для возделывания земли» (Быт. 2:5). Из этого можно заключить, что до появления человека, то есть до шестого Дня Творения, ещё не было растений. В то же время, согласно первому рассказу, растения появились на третий день Творения (Быт. 1:12). Согласовывая эти два рассказа, Талмуд объясняет, что растения «выглянули из земли» ещё с 3-го дня, но не росли, пока на 6-й день не пришёл Адам и не стал молиться за них. Тут же пошёл дождь, и все растения в Саду стали расти.
Мидраш Кохелет (Экклезиаст) Рабба приводит следующее напутствие Бога Адаму: «Когда Бог сотворил человека, Он подвёл его ко всем деревьям Эдемского Сада и сказал: Взгляни на мои творения, как красивы и изысканы они. Всё, что я создал — я создал для тебя. Смотри не разрушь и не уничтожь мой мир, ибо если ты разрушишь его, некому будет его восстановить».
В Мишне и Талмуде неоднократно подчёркивается идея равенства всех людей: «Адам был создан единственным ради того, чтобы знал ты, что тот, кто губит хотя бы одну душу — словно бы погубил целый мир, а тот, кто спасает хотя бы одну душу — словно спас целый мир. А также ради мира между людьми, чтобы не говорил человек человеку: „Мой отец больше твоего“; и чтобы не говорили нечестивцы „Много разных сил на небесах“. И чтобы выразить величие Пресвятого: ибо человек чеканит много монет одним чеканом, и все они похожи друг на друга, а Царь над царями царей отчеканил каждого человека чеканом Первого Человека, но ни один из них не похож на другого. Поэтому каждый должен говорить: „Ради меня создан мир“». Талмуд также добавляет: «Адам был создан единственным, чтобы не говорили праведные: „Мы происходим от праведника“, а злодеи: „Мы происходим от злодея“».
В Талмуде сказано: «Человек был создан перед Субботой, чтобы не говорили нечестивые: „Человек помогал Всевышнему творить мир“. А также с тем, чтобы сказать гордецу: „Даже комар был создан раньше тебя“».

#### Жизнь в Эдеме

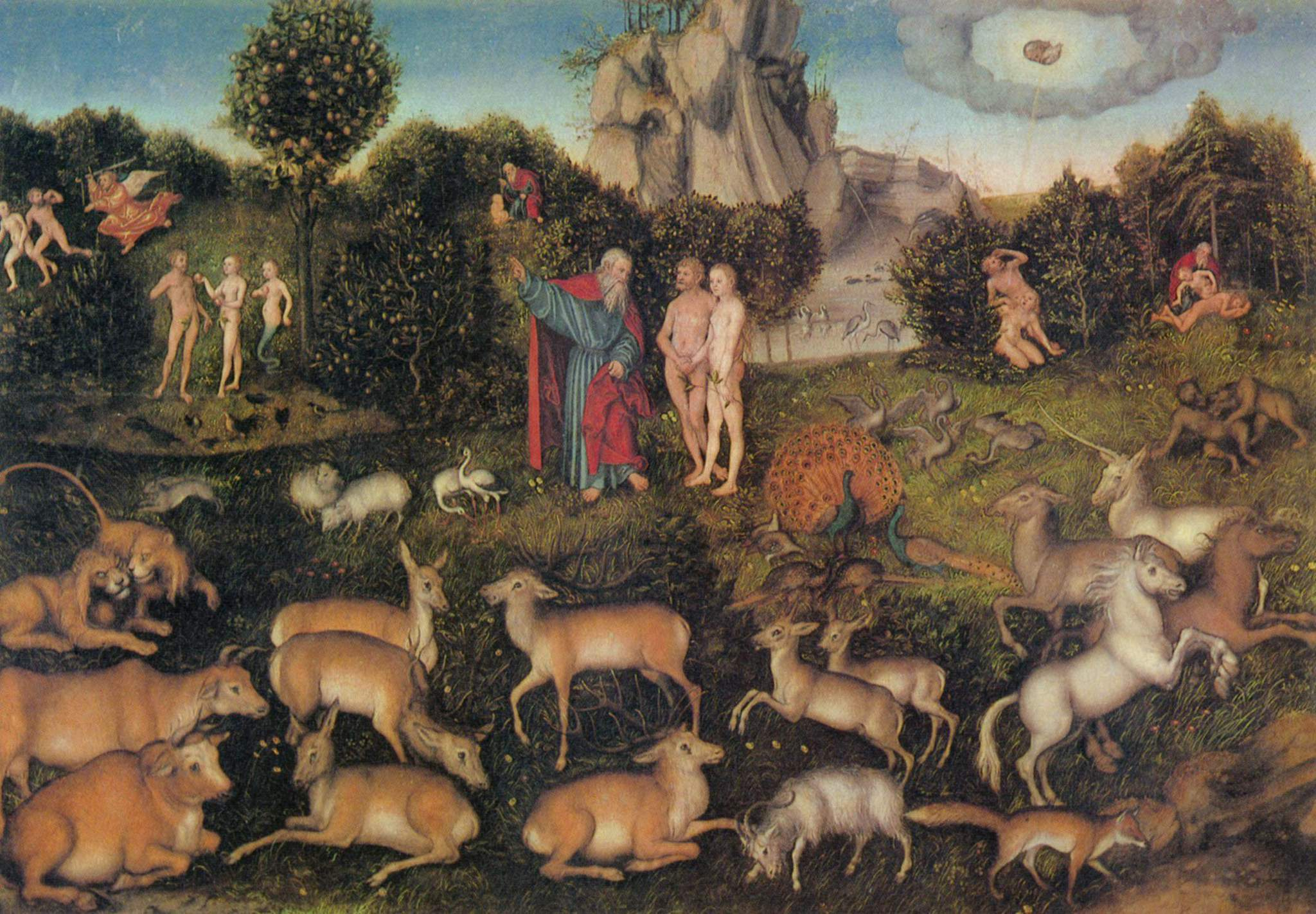
«Эдем», Лукас Кранах Старший

Согласно трактату Талмуда Санхедрин, хронология 6-го дня Творения, состоящего из 12 часов, такова:
- В первый час дня прах Адама был собран.
- Во втором часе была вылеплена неопределенная фигура.
- В третьем часе его конечности были вытянуты.
- В четвёртом часе в него была брошена душа.
- В пятом часе он встал на ноги.
- В шестом часе он назвал существ именами, которые дал им.
- В седьмом часе Ева была с ним в паре.
- В восьмом часе, встали на ложе двое, а сошли четверо, то есть сразу родились Каин и Авель.
- В девятом часе Адаму было приказано не есть от Древа познания.
- В десятом часе Адам согрешил.
- В одиннадцатом часе Адам был судим.
- В двенадцатом часе Адам был изгнан и покинул Эдемский сад, как сказано: «Но человек в чести не пребудет; он уподобится животным, которые погибают» (Пс. 48:13). Адам не оставался, то есть не спал, на почетном месте даже одну ночь[47].

#### Грехопадение и изгнание из Эдема

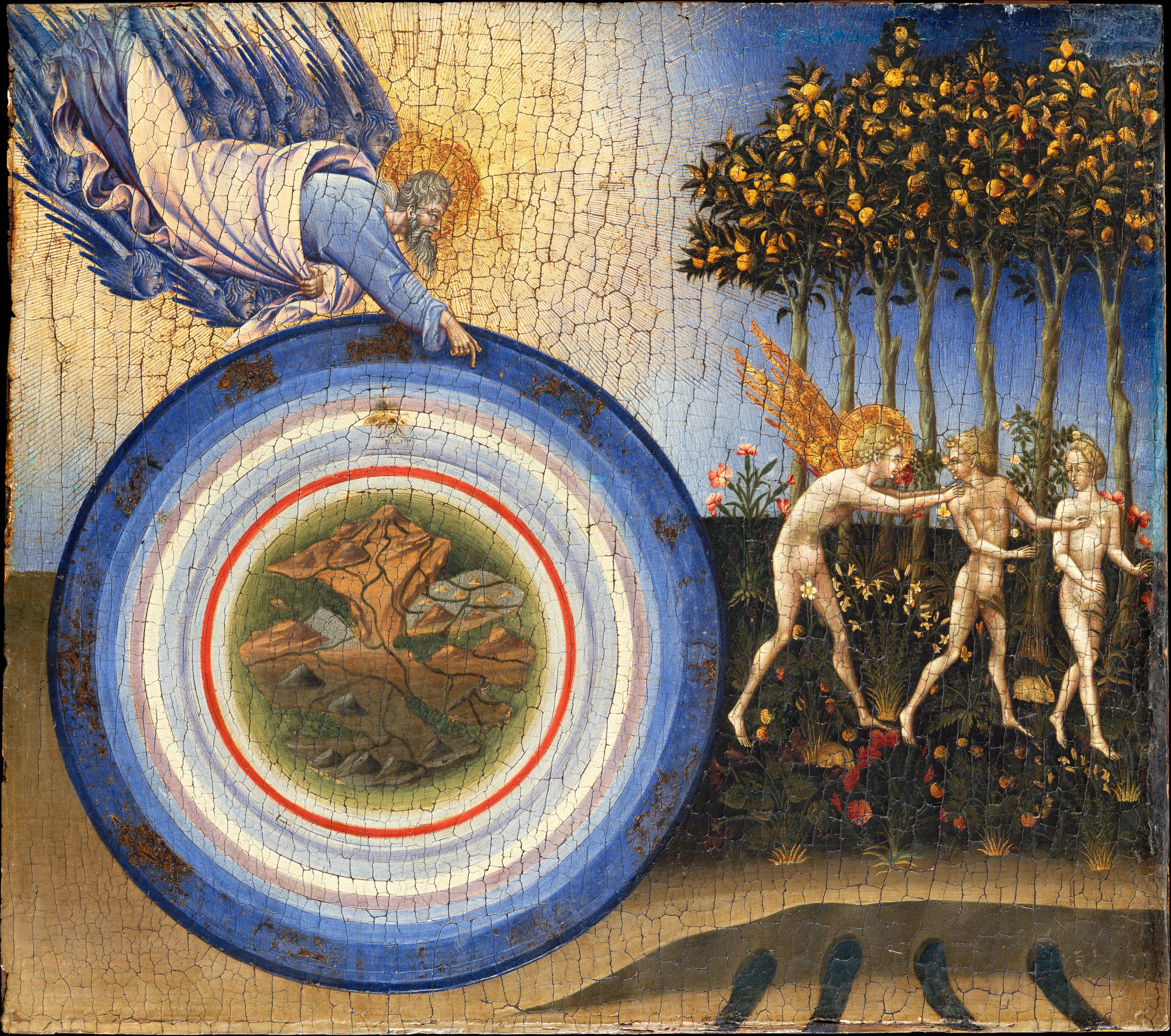
«Изгнание из рая», Джованни ди Паоло

Согласно одному из мидрашей, Адам вкусил от плода Дерева познания за три часа до наступления Субботы. (Напомним, что это всё происходило в шестой день Творения, то есть в пятницу; и слова «за три часа до наступления Субботы» означают, что до Субботы оставалось ещё четверть дня, равного 12 часам). А если бы человек не нарушил запрет и не взял бы самовольно плод Дерева познания, то после наступления Субботы Бог Сам дал бы Адаму сделать субботний кидуш на соке плодов этого Дерева. Тем самым, по мнению мидраша, Бог собирался в будущем приобщить человека к Дереву познания.

#### После изгнания из Эдема
Согласно мидрашу Берешит Рабба, после грехопадения Адам утратил свои гигантские размеры — он стал ростом в 100 локтей, что позволило ему прятаться от Бога среди деревьев в Эдемском саду.

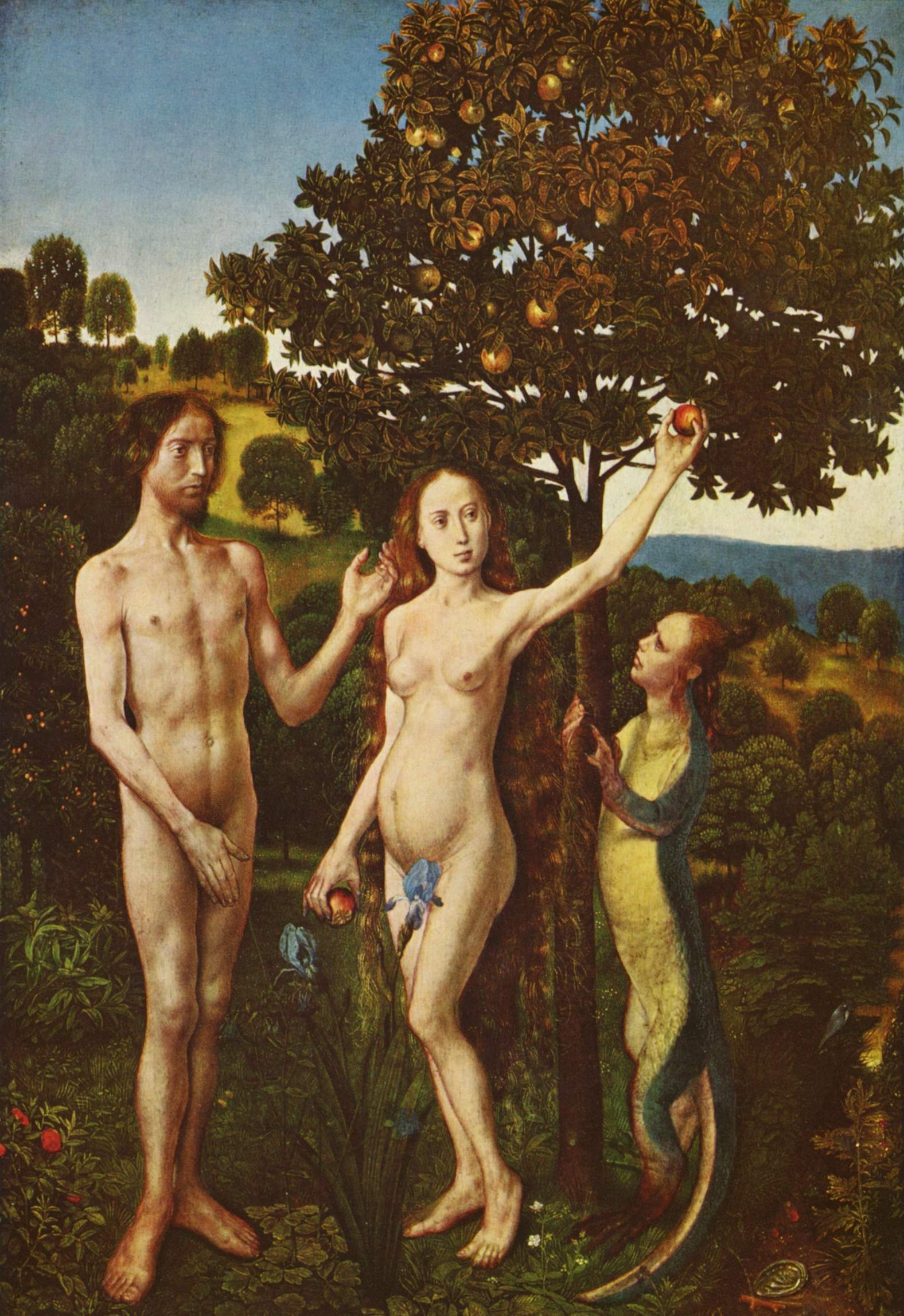
«Грехопадение», картина Гуго ван дер Гуса. Змей с женским лицом отождествляется с демоницей Лилит

Талмуд, опираясь на слова Книги Бытия, где сказано, что после смерти Авеля Адам жил 130 лет, прежде чем «родил [сына] по подобию своему [и] по образу своему» (Быт. 5:3), заключает, что после грехопадения Адам расстался со своей женой на 130 лет, в течение которых у него рождались дети не «по подобию его» — то есть духи, демоны и «лилин» (мн. ч. от лилит), от совокупления с демонами женского пола. В Талмуде представлен образ Лилит, одной из ночных демониц, в качестве крылатого демона с лицом женщины и длинными волосами.
Другое древнее еврейское предание, встречающееся в апокрифическом еврейском сочинении Алфавит Бен-Сиры и мидраше Ялкут Реувени Берешит Лилит описывается в качестве первой жены Адама, созданной Богом из грязи и ила до сотворения Евы. В Алфавите Бен-Сиры также говорится, что Лилит отказалась повиноваться своему мужу и ушла от него.

### В христианской традиции

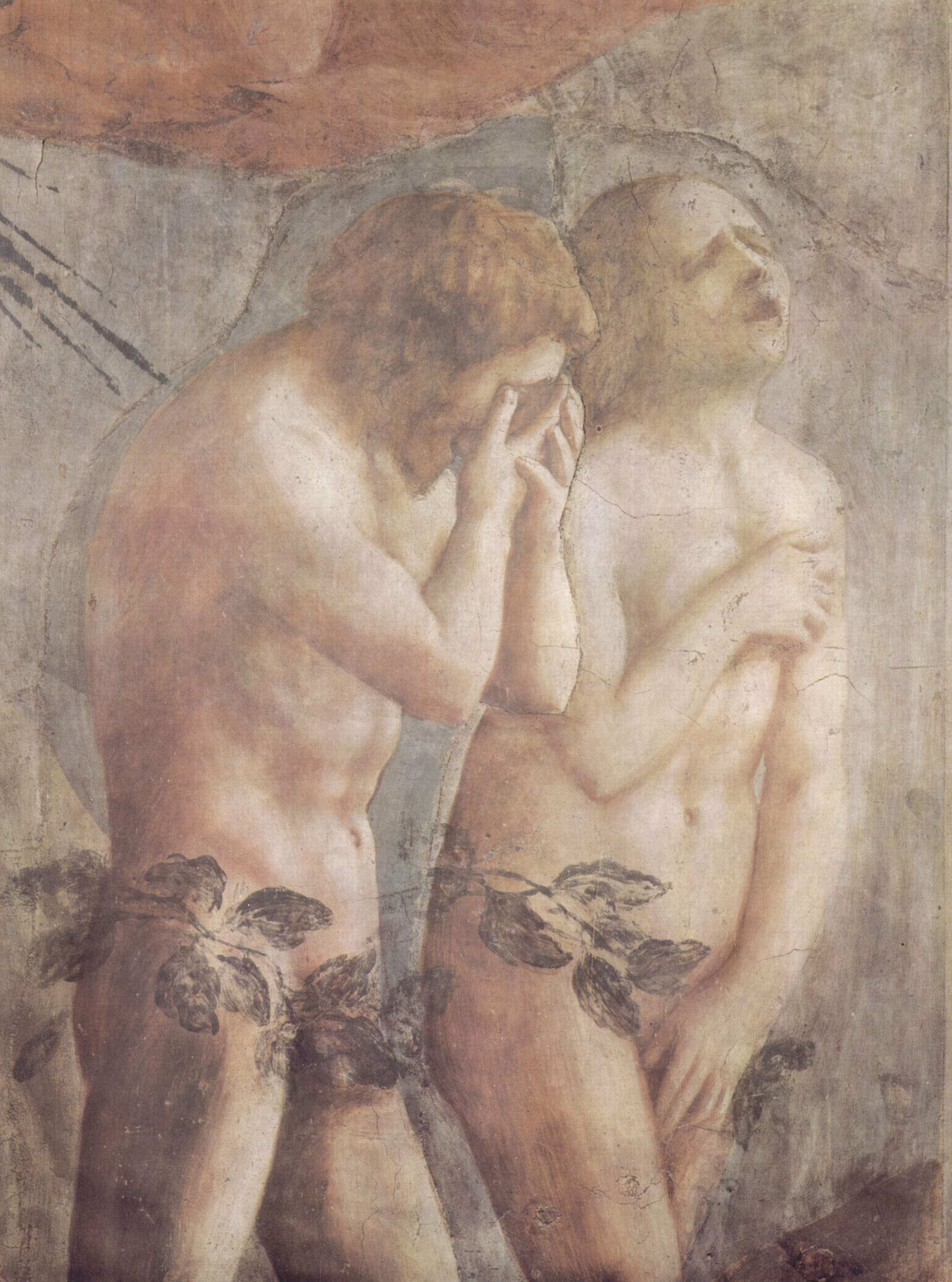
«Изгнание из рая», фреска Мазаччо

Основная специфика христианского осмысления образа Адама проявляется в традиционном взгляде на первого человека через призму Священного Предания, церковных догматов и учения Нового Завета об особой символической связи Адама с Иисусом Христом (1Кор. 15:45).
Наиболее непосредственное отношение к Адаму имеет христианский догмат о первородном грехе: «Посему, как одним человеком грех вошёл в мир, и грехом смерть, так и смерть перешла во всех человеков, [потому что] в нём все согрешили» (Рим. 5:12). Считается, что каждый человек уже рождается грешным, и виною тому стал Адам, так как все люди тогда находились в Адаме.
В Пятикнижии история о творении человека начинается словами: «сотворим человека по образу Нашему по подобию Нашему» (Быт. 1:26). В использовании множественного числа в данном стихе христианские богословы видели явное указание на Троицу.
Мыслители церкви в своих трудах уделяли Адаму немалое внимание, в основном сопоставляя его с Иисусом Христом, как с новым Адамом. Часто в богословских сочинениях затрагивалось толкование эпизода сотворения первого человека. Так, размышляя о творении мира, блаженный Николай Кавасила приходит к выводу, что Адам был сотворён по образу Иисуса Христа, но в то же время признаёт унаследованную Мессией от своего предка смертность тела.
Серафим Саровский говорил: «и Адам не мёртвым был создан, но действующим животным существом, подобно другим живущим на земле одушевлённым Божиим созданиям. … но Духа Святого внутрь себя неимущим. Когда же вдунул Господь Бог в лицо Адамово дыхание жизни, тогда-то, по выражению Моисееву, и Адам бысть в душу живу, то есть во всём Богу подобную, как и Он, на века веков бессмертную». Аналогичную мысль высказывает и святитель Феофан Затворник: «Было животное в образе человека, с душою животного. Потом Бог вдунул в него Дух Свой — и из животного стал человек».

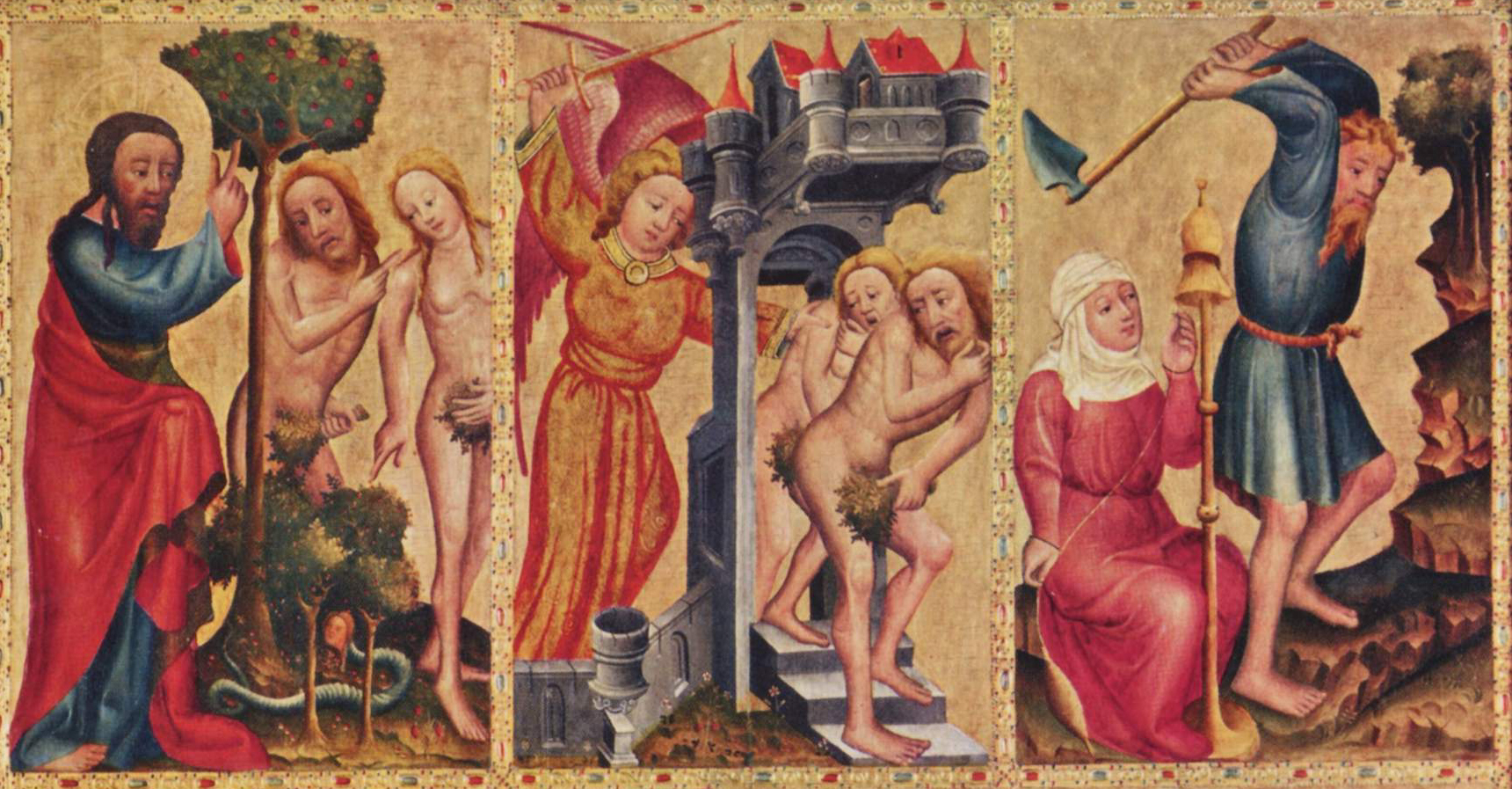
«Грабовский алтарь» (фрагмент): Грехопадение, Изгнание из рая, Адам и Ева за работой. Мастер Бертрам из Миндена

Иоанн Дамаскин говорит о проклятии, постигшем из-за греха Адама всех людей: «как родившись от Адама, уподобились ему, унаследовавши проклятие и тление».
Христианскими богословами утверждалось, что Адам весьма сожалел и каялся о содеянном. Святой Ириней Лионский говорил о некотором самоистязании Адама:

Ибо обольщённый другим под предлогом бессмертия, он тотчас объемлется страхом… [Адам] на деле показал своё раскаяние чрез препоясание, покрыв себя смоковничными листьями, хотя были многие другие листья, которые могли бы менее беспокоить его тело.
— Св. Ириней Лионский, «Обличение и опровержение лжеименного знания», книга 3, глава 23

## В религиозной традиции

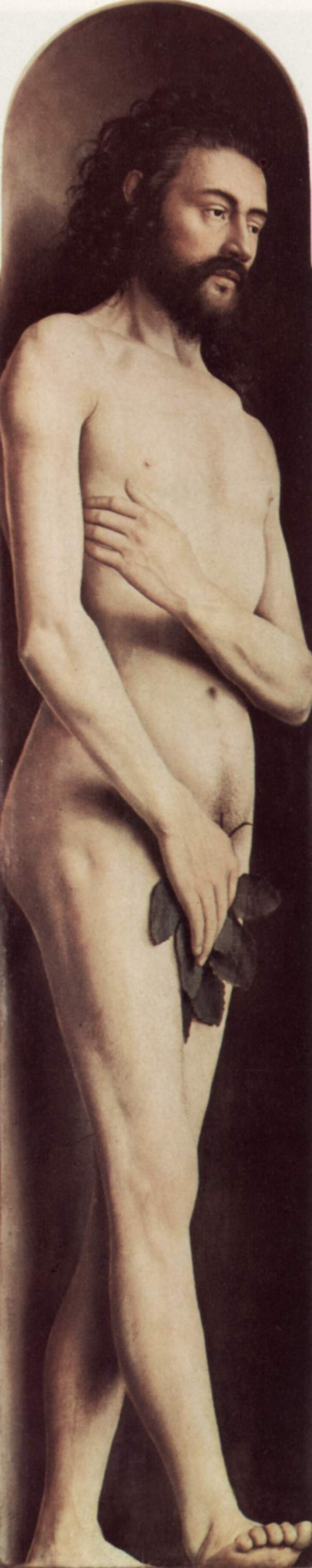
Адам, створка Гентского алтаря

Образ Адама, прародителя всего человечества, имеет большое значение в теологии всех авраамических религий. Рассказ о сотворении и последующем грехопадении человека интерпретируется богословами весьма разнообразно: от буквального понимания и глубокого текстологического анализа до философско-символической трактовки. Источником такого многообразия теологических теорий является расплывчатость и неоднозначность некоторых мест в оригинальном библейском тексте. Например, нелегко понять, в каких местах слово «Адам» используется как собственное имя первого человека, а в каких — служит нарицательным для понятия «человек» (на иврите слово «адам» означает «человек»).

### В иудаизме
Согласно представлению иудаизма, Адам и Ева в полном объёме представляют человеческие отношения, отражая образ всего человеческого рода, их история может рассматриваться в качестве прообраза истории всего человечества.
В эллинистической и средневековой еврейской философии рассказ об Адаме в книге Бытия интерпретируется как аллегорическое описание состояния человека перед Богом и его места в пространстве и времени.
Два параллельных рассказа о Сотворении мира и человека начинаются с одного и того же момента — описания 1-го дня Творения. Из самого текста Книги Бытия неясна длительность второго рассказа (то есть длительность пребывания Адама в Эдемском саду). Согласно еврейской традиции, эти рассказы заканчиваются одновременно, и наступление Субботы соответствует изгнанию Адама из Сада. Иными словами, эти два библейских рассказа о Сотворении рассматриваются в качестве хронологически полностью параллельных, и всё пребывание Адама в Саду, тем самым, происходило в 6-й день Творения. Комментаторы объясняют, что два рассказа о Сотворении соответствуют двум сторонам мира и человека. Анализируя соотношения между двумя рассказами о Сотворении, раввин Й.-Д. Соловейчик называет человека, описанного в Первом рассказе о Сотворении, «человеком природным» (ибо в Первом рассказе человек представлен как часть природы и как царь над природой), а человека, описанного во Втором рассказе о Сотворении — «человеком метафизическим», противопоставленным природе. Таким образом, каждый из этих рассказов даёт как бы свою «плоскую проекцию» сложного и многомерного человека.

единый человек был разделён Всевышним так, что определённые его качества обособились и приняли независимое существование: один пол преимущественно оказался сильным, другой прекрасным, у одного преобладает разум, у другого чувства, один отражает явное в человеке, другой — сокровенное <…>
Разъяв единую поверхность Первого Человека, Всевышний придал обособленное существование двум образовавшимся сторонам — внешней и внутренней. Этому имеется одна наглядная аналогия: кольцо Мёбиуса — односторонний предмет. Мы привыкли воспринимать его как перекручивание обыкновенной ленты, то есть как превращение двустороннего предмета в односторонний. Но представим себе обратную картину, представим, что первично существует кольцо Мёбиуса и что путём его рассечения получается двусторонний предмет — обыкновенное кольцо.
Может быть, тогда мы лучше поймем то, что описывается в Торе, а именно сотворение двух существ из одного, из «стороны» (единственной «стороны!») одного цельного существа. Предмет, имевший одну сторону (поверхность), превращается в предмет, состоящий из двух сторон (поверхностей). Причём обе эти стороны расщепляются и приобретают независимое существование. И тогда увидев перед собой вынесенное вовне своё собственное сокровенное существо, мужчина восклицает: «Сей раз это кость от моих костей и плоть от плоти моей!» (Быт. 2:23).
— Арье Барац. Недельные чтения Торы
Согласно представлению иудаизма, слова Библии о сотворении человека «по образу и подобию Бога» означают в первую очередь «по образу Творца».

Когда венец Творения — человек — приходит в мир, у него уже есть задание — быть творцом. Он обязан охранять бытие, чистое и незапятнанное, восполнять пробелы в Творении, исправлять «недостатки» сущего. Сотворённый человек получил заповедь стать партнёром Творца и принять участие в обновлении мира. Завершённое и полное Творение — это предел мечтаний сообщества Израиля.
— р. Й.-Д. Соловейчик. Человек галахи

#### В Каббале
Согласно учению Каббалы, сотворению Адама предшествовало создание духовного прообраза человека «Адам Кадмон» (первоначальный человек). Адам — это человек, включающий в себя всех людей. Последователи мистического направления в иудаизме считают, что души всех людей не только происходят от Адама и Евы, но и продолжают зависеть от них.

### В христианстве
В христианской теологии Адам — символ человека в его отношениях с Богом: на Адаме, как на венце творения, почивала Божья благодать, он обладал абсолютной праведностью и личным бессмертием, но всё это было утеряно им в грехопадении. Эту греховность Адам передал своим потомкам — всему роду человеческому. Первородный грех был искуплен лишь «вторым Адамом» — Иисусом Христом. Библейская история Адама стала основой таких важных положений христианской веры, как подчинённость женщины мужчине и догмат о первородном грехе.

#### В Православии

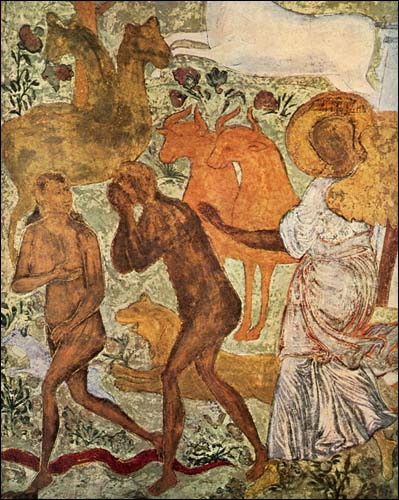
Фреска «Изгнание из рая», фрагмент, Церковь Иоанна Предтечи в Рощенье

В православной литературе принято употреблять имя «Адам Ветхий» относительно к первому человеку, противопоставляя его «новому Адаму», которым является Христос. Православная антропология, изучающая природу человека и его душу в свете Божественного творения мира, уделяет особенное внимание Адаму — венцу творения и объекту Божьей любви: «Бог, «Который есть любовь» (1Ин. 4:8-16) сотворил мир, и, в частности, человека для того, чтобы он был объектом Его любви».
Последнее воскресенье перед Великим постом, «неделя сыропустная», имеет в триоди наименование «Изгнание Адамово». Готовясь к Великому посту, в богослужении сыропустной недели православные христиане вспоминают о горестном изгнании Адама из Рая:
Седе Адам прямо рая, и свою наготу рыдая плакаше:

увы мне, прелестию лукавою увещанну бывшу и окрадену и славы удалену!

Увы мне, простотою нагу, ныне же недоуменну!

Но о раю, ктому твоея сладости не наслаждуся:

ктому не узрю Господа и Бога моего и Создателя:

в землю бо пойду, от неяже и взят бых.

Милостиве щедрый, вопию Ти: помилуй мя падшаго.
В этом скорбном песнопении доминируют мотивы раскаяния Адама после своего тяжёлого проступка и его тоска по Раю.

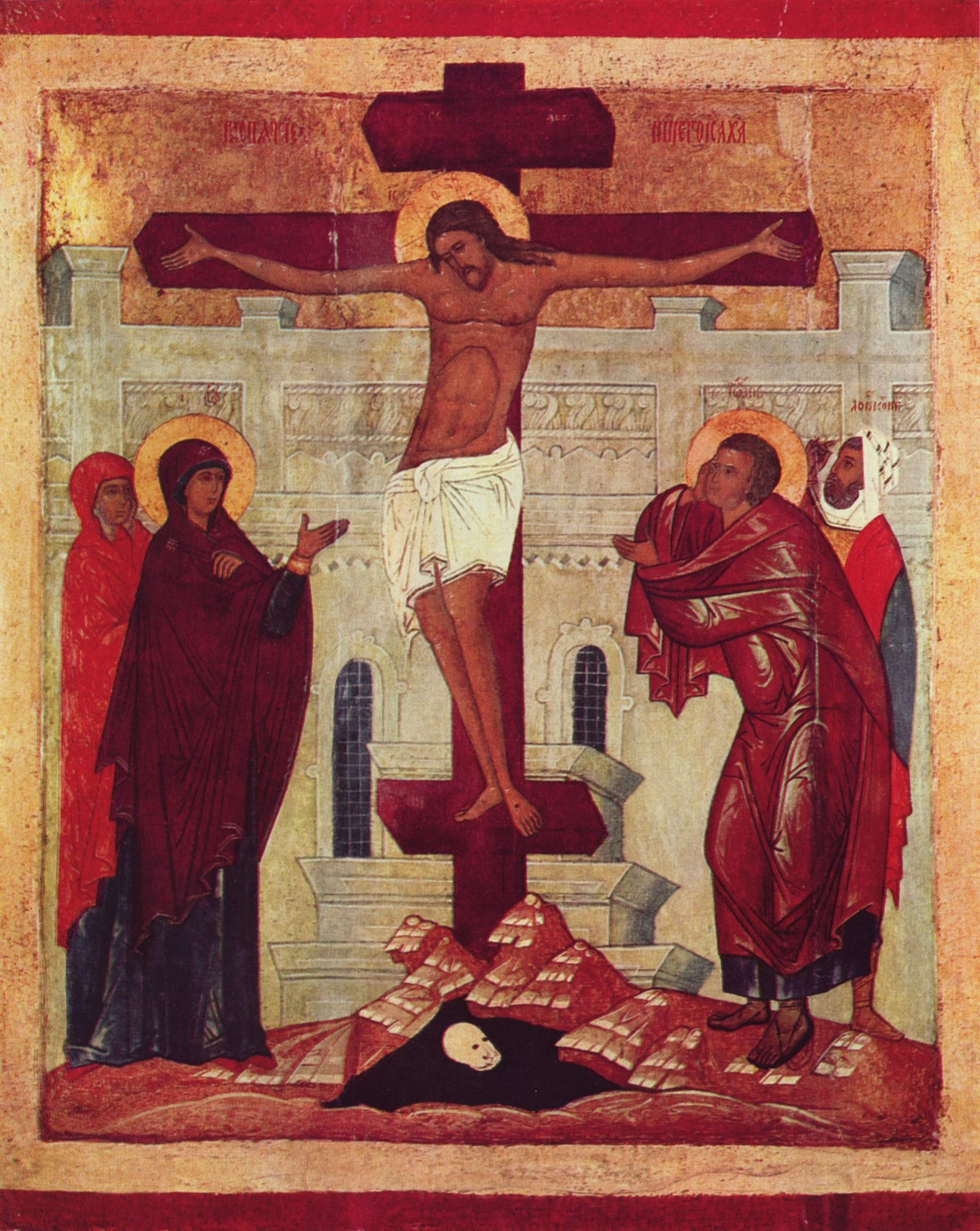
Икона «Распятия с предстоящими», Новгородская школа. Под крестом виден череп Адама

В православной иконографии сложилась древняя традиция изображать череп Адама в подножии горы Голгофы на иконах распятия Христа. Часто такие изображения сопровождает аббревиатура «Г. Г.» — «гора Голгофа» и «Г. А.» — «глава Адамова». Иногда возле головы Адама изображают скрещённые кости рук, лежащие перед ней: правая на левой, как при погребении или причащении. Впрочем, правильность отождествления черепа в подножии Голгофы с Адамовой головой оспаривается некоторыми исследователями церковного изобразительного искусства, которые считают череп просто символом смерти.
Православная церковь совершает память Адама в «Неделю праотцев», во второе воскресенье перед Рождеством Христовым. Существует «Акафист святым праотцем Адаму и Еве, прародителем рода человеческаго».

#### В Католицизме
Католическое богословие в вопросе о творении Адама основывается на библейском повествовании. Учительство Церкви не выносит окончательного суждения по вопросу, означает ли слово «Адам» персонифицированного первого человека или символически отображает нескольких прародителей или весь человеческий род вообще (полигенизм).
Папа римский Пий XII в своей энциклике «Humani generis» от 1950 года указывал, что полигенизм не сочетается с традиционным учением Церкви:

Мы действительно не видим способа сочетать подобное учение с тем, чему учат источники откровения, и с тем, что предлагают тексты Учительства Церкви о первородном грехе, грехе, который имеет свой корень в поистине личном грехе Адама и передаваемом всем через их происхождение, и во всяком пребывающем, как его собственный.

После энциклики богословские дискуссии продолжались (и ведутся в настоящее время) в русле обсуждения вопроса о том, какие богословские гипотезы могут сочетать полигенизм и традиционное учение Церкви.
Католическая энциклопедия подчёркивает:

В древнееврейском тексте Ветхого Завета слово «adam» означает весь человеческий род, человека вообще или персонифицированного первого человека, причём последнее значение — не самое употребительное. Уже описание сотворения человека (Быт. 1:26) допускает как личностную, так и собирательную трактовку этого слова.

Литургическое почитание Адама на Западе не получило широкого распространения. Повествование о сотворении человека является первым из чтений Пасхального богослужения, что подчёркивает связь между Адамом и воскресшим Иисусом («вторым Адамом»).

#### Неортодоксальные учения
В трактатах Епифания Кипрского и Иоанна Дамаскина «Против ересей» под номером 52 упомянута ересь так называемых адамиан (или адамитов), по имени «живого Адама». Согласно ересиографам, сторонники этой ереси (мужчины и женщины) нагими сходились в место для собраний, совершая чтения и молитвы, не принимая брака и воздерживаясь от интимных отношений. Свою церковь они называли раем.

### В гностицизме
Первый человек в гностическом представлении сильно отличался от традиционного христианского Адама Ветхого. Гностические тексты часто брали ключевые идеи из еврейской устной традиции, в частности из аггадических текстов.

#### Апокрифы гностиков

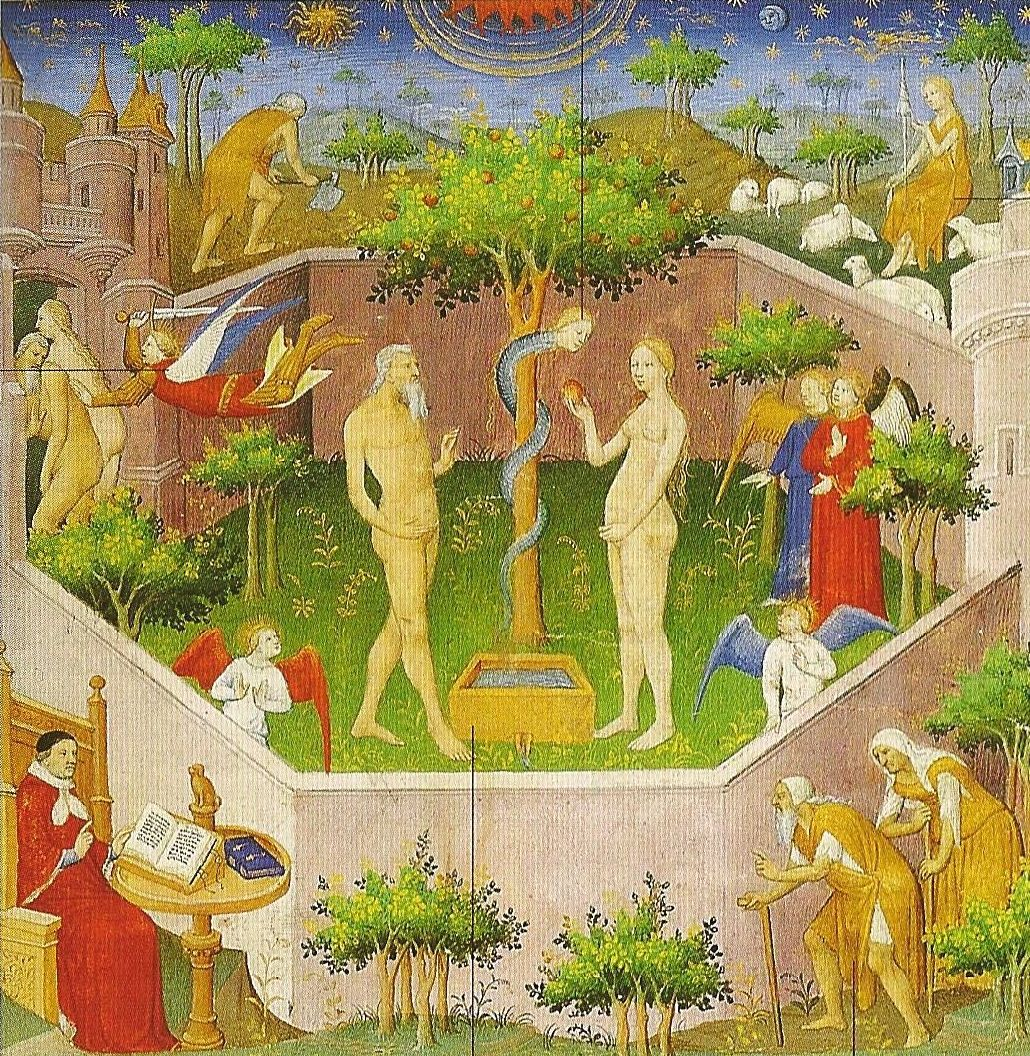
Адам и Ева в райском саду, миниатюра из средневекового манускрипта

В апокрифе «Откровение Адама» (или «Апокалипсис Адама»), найденном в собрании папирусных кодексов Наг-Хаммади, образ Адама сочетается с традиционной гностической идеологией, в которой присутствуют эоны, Архонт эонов, Демиург и другие гностические сущности. Здесь же снова появляется мотив Адама-андрогина, о котором за несколько веков до этого говорили еврейские мидраши. Апокриф начинается рассказом Адама:

Когда сотворил меня бог из земли и Еву, твою мать, я ходил с нею в славе, которую она видела исходящей из Эона, из которого мы возникли. Она поведала мне слово Гносиса Бога, Вечного, и мы были подобны великим ангелам вечным, ибо мы были выше бога, который сотворил нас, и Сил, которые с ним, тех, которых мы не знали. Тогда разделил нас бог, Архонт Эонов, с Силами в гневе. Тогда мы стали двумя Эонами, и покинула нас слава…

После такого разделения Адам и Ева перестали владеть «Гносисом» и «славой» и были вынуждены влачить тяжёлое существование в духовной тьме:

После дней тех удалился от меня и твоей матери Евы Гносис вечный Бога истины. С того времени мы научились вещам мёртвым, как люди. Тогда мы узнали Бога, который сотворил нас, ибо мы перестали быть чуждыми его Силам. И мы служили ему в страхе и рабстве. После этого мы стали такими, что тьма (воцарилась) в нашем сердце.
— Откровение Адама
Далее следует пророчество Адама о последующей судьбе человечества, которое его творец Демиург многократно старается уничтожить вплоть до третьего пришествия «Светила Гносиса». Своё познание Адам передаёт сыну Сифу, и оно впоследствии переходит из поколений в поколения.
В другом гностическом тексте — Ипостаси Архонтов, приводится история о двух этапах творения Адама: сначала тело человека сотворили из праха земного Правители (Архонты), и лишь некоторое время спустя явился Дух, вселившийся в Адама: «и снизошёл он (Дух), и стал обитать в нём, и так человек стал душою живой». После этого Дух дал имя человеку — Адам, поскольку тот двигался по земле.

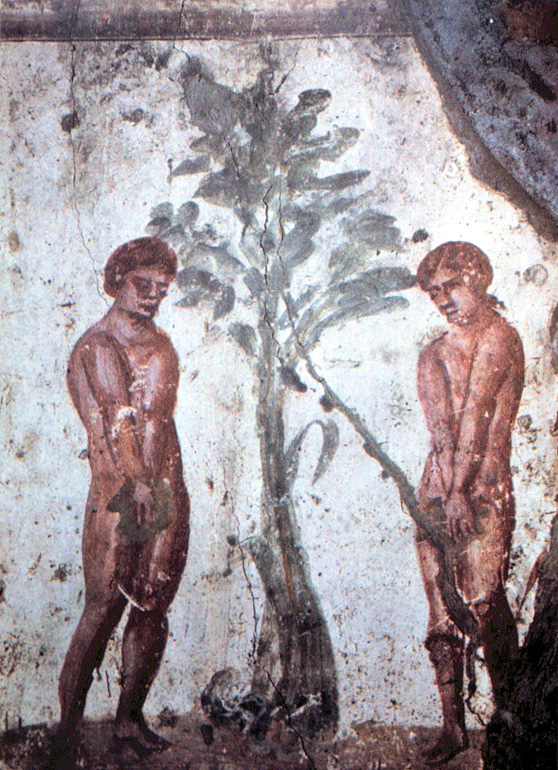
«Адам и Ева», рисунок в раннехристианских римских катакомбах, IV век н. э.

В коптском гностическом Евангелии от Египтян доминирует мотив возвеличивания Адама: «Ибо он, Адамас, свет исходящий от света, он око света. Ибо он первый человек, через кого и (ради) кого всё возникло, (а) без него же ничего не возникло бы». Здесь уместно провести аналогию с Адамом-гигантом еврейских мидрашей. Далее сообщается о некоей мистической связи Адама с Логосом (Словом): «Тогда великий Логос, божественный Аутоген (самородный), и нерушимый человек Адамас слились друг с другом. Возник Логос человека, человек же произошёл через слово».
В то же время, гностический апокриф, известный как «Второй трактат Великого Сифа», рисует прямо противоположный образ Адама — жалкого существа, над которым постоянно насмехались высшие ангелы.
Согласно другим гностическим источникам, Адама и Еву создал вождь Выкидышей Саклас и ангел Небро. В «Апокрифе Иоанна» Сакла отождествляется с Иалдаваофом-Самаэлем. Согласно этому тексту, Блаженный Отец послал Эпиною Света, которая была названа им Жизнь (Зоя). Эпиноя Света отождествляется с Древом познания добра и зла, а также с ребром Адама, ставшим Евой. Христос говорит, что в Змия воплотился он сам (Апокриф Иоанна 57).
Первое упоминание об Адаме в апокрифическом Евангелии от Филиппа связано с историей о происхождении хлеба:

До пришествия Христа не было хлеба в мире. Как в раю, где был Адам, было много деревьев, пищи животных, не было зерна, пищи людей. Человек питался, как животные. Но когда пришёл Христос, совершенный человек, он принёс хлеб с неба, чтобы человек питался пищей человека
— Евангелие от Филиппа, 15:1—4
Далее сообщается интересная подробность о смертности Адама-андрогина, который был бессмертным до того, как от него была отделена Ева, и снова должен будет обрести бессмертие вновь с ней воссоединившись. Также говорится о том, что Ева отделилась от Адама по собственному желанию, ибо не была соединена с ним брачными узами. Апокриф приводит также обоснование рождения Иисуса от Девы, связанное с Адамом: «Адам произошёл от двух дев: от духа и земли девственной. Поэтому Христос был порождён девой, дабы исправить ошибку, которая произошла вначале».

#### В учении мандеев
В писаниях мандеев, единственной сохранившейся по сегодняшний день гностической секты, рассказывается история о сотворении Адама демиургом Пхатилем. Сначала было создано безжизненное тело первого человека; души в нём не было. Затем из мира Света была принесена душа, и имя этого «внутреннего Адама» было Адакас. Адакас-душа оживил тело, и так появился физический Адам. Первый человек, как и его дети (у мандеев — «адамиты») являются образами Адакаса, небесного Адама. У земного Адама есть жена — Ева, и есть также жена по имени Облако Света у Адама небесного. После падения из мира Света душа Адама вынуждена обитать в телесном мире. Считается также, что Адам был первым пророком и передал религию мандеев своим потомкам.
Дети Адама, согласно учению мандеев: Хибил (Hibil, Авель), Шитил (Šitil, Сиф) и Анош (Anōš, Енош) — являются непобедимыми «сынами светлого племени».

### В манихействе
Согласно манихейским представлениям, Адама и Еву породили архонты и их порождения — Выкидыши (они же исполины в Быт. 6:4). Таким образом, манихейство, в противоположность Библии, трактует создание человека как дело тёмных сил, а искушение — как дело добрых начал.
Рассказ Мани ученикам, приведённый в трактате «Кефалайа», так характеризует Адама:

Три разных великих вещи явлены в Адаме, первом человеке, и потому он оказался больше и лучше, чем (все) силы смешанные на небе и на земле.
Первое: на нём лежит образ Возвышенного. Демиурги и творцы его тела запечатлели его по блистательному подобию образа, явившегося им сверху; и поэтому образ Адама оказался лучше и прекраснее всех смешанных сил, верхних и нижних.
Второе: Адам создан и устроен по свету первого первородства небесного и [земного,] [то есть(?)] пяти сынов; и поэтому его строение оказалось иным … у Адама строение души выправлено по прямизне (?) и порядку стихий; в нём есть разум — превосходнее, чем у других творений и у животных.
Третье — это сознание, помыслы и печать всех сил верхних и нижних: демиурги, создавшие его, собрали и запечатлели их в нём, он и его супруга Ева стали домом и обителью знаков зодиака, звёзд, месяцев, дней и годов, ибо печать всего мира запечатлена на Адаме.

Позднее Иисус-Сияние облёкся в Еву и дал Адаму «надежду и благую весть». Он просветил Адама, открыв тайну его творения и путь к спасению светлой души: Адам вкусил от древа познания и прозрел.

### Висламе

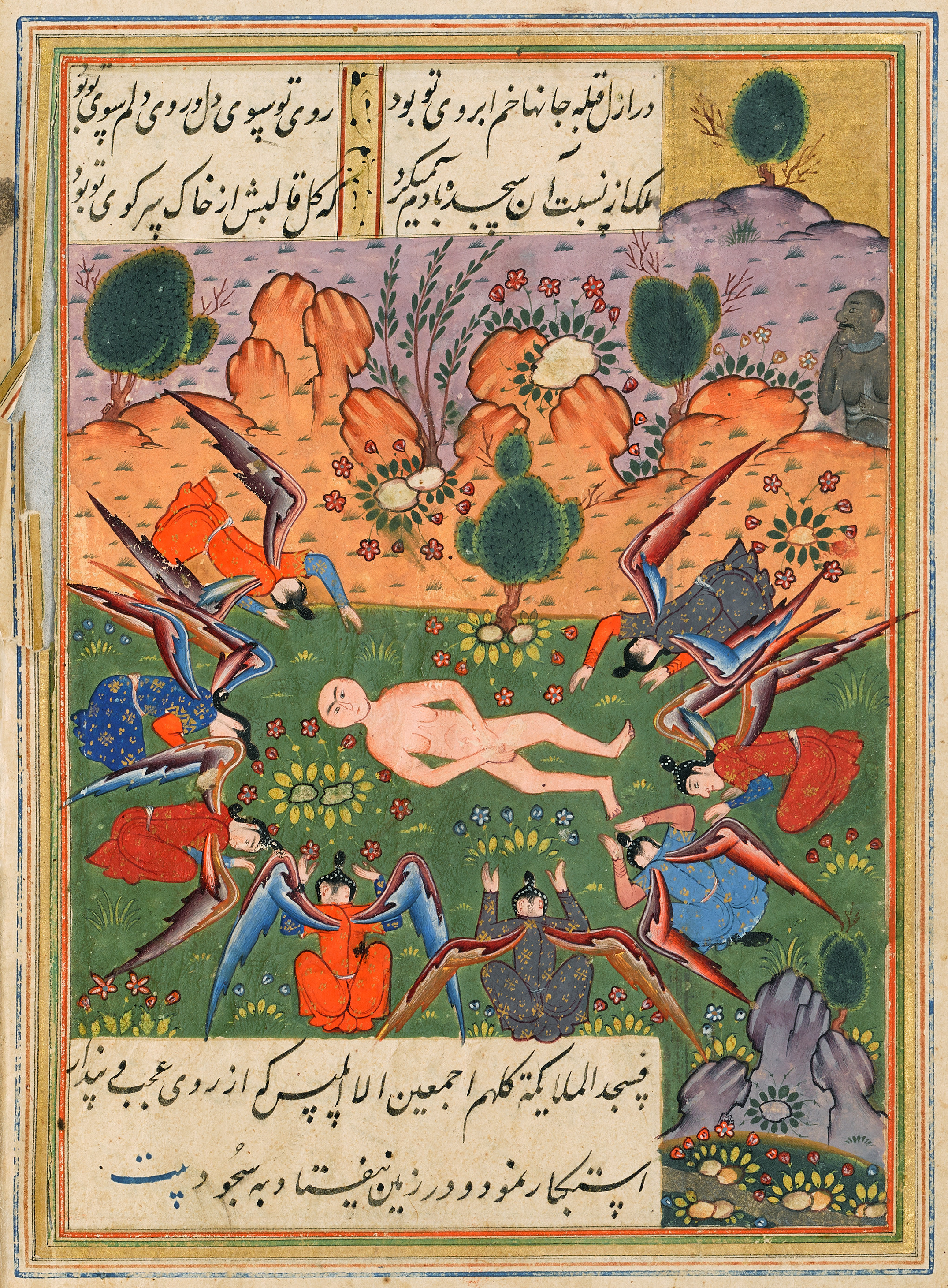
Ангелы поклоняются Адаму. Исламская миниатюра

Ислам считает Адама (араб. آدم‎) не только первым человеком, но и первым пророком (наби) Аллаха. Спорным оставался вопрос о том, может ли он претендовать на право называться термином «посланник» (расуль). У мистиков Адам стал воплощением божественной сути человека, так как Аллах вдохнул в него собственный дух (рух). В исламской традиции его также называют Абу аль-Башар («отец человечества») и Сафиуллах («чистота Бога»).
Аллах сотворил Адама из необожжённой сухой глины (саль-саль), смешанной с водой. Согласно преданию, ангелы добывали глину, из которой был сотворён Адам, из Мекки и Йемена. В исламском предании сообщается о сотворении супруги Адама Хаввы из его ребра, о том, как она напоила своего мужа вином и уговорила его вкусить запретный плод, о том, как Иблис соблазнил её с помощью проникшего в рай змея на четырёх ногах.
Низвергнутый на землю на Цейлоне, Адам добрался до Адена (современный Йемен), а затем встретился со своей женой около горы Арафат у Мекки и вместе они совершили паломничество (хадж). Ему был ниспослан из рая Чёрный камень (Хаджар аль-асвад), для которого он построил первое здание Каабы.
Затем Адам и его жена отправились в сторону современной Сирии, где у них родилось многочисленное потомство, от которого пошло всё человечество. Среди известных детей сыновья Шис, Кабиль и Хабиль, дочери Лабуда и Аклима. В исламской традиции имеются повествования о том, что Адам Хавва на протяжении 200 лет они раскаивались и молили Аллаха о прощении. Аллах принял их мольбы и простил им совершённый проступок. В некоторых преданиях говорится, что Адам прожил 2000 лет, а Хавва умерла через сорок лет после его смерти.
Адам говорил на многих языках, но в раю — по-арабски. Он был похоронен в «пещере сокровищ» около Мекки, а после потопа его тело было перенесено в Иерусалим. Некоторые богословы утверждали, что после смерти Адам вознесён на небеса и пребудет там до Судного дня (киямат).
Адам был пророком и учил своё потомство основам религии. Посредством ангела Джибриля Адам получал откровения от Аллаха. Ему были посланы «свитки» (сухуф), в которых содержались религиозные предписания для первых людей.
Указания Корана о том, что Аллах сохранил своё покровительство Адаму и его потомкам, даровал ему прощение вызывали особое внимание исламских богословов. Этот мотив был созвучен с проблемой предопределения (кадар).
О жизни Адама писал также турецкий историк М. Асим Коксал в книге «История пророков».

### В вере Бахаи
Бахаи считают, что рассказ книги Бытия о Адаме нужно трактовать исключительно аллегорически, поскольку, по их мнению, здравый смысл не допускает реальности этих событий. Согласно этому подходу, библейский Адам считается духом реального Адама, а Ева — его символической душой. Тем самым, события, описанные в книге Бытия, такие как грехопадение и изгнание из рая, по мнению бахаи, имели место лишь в сознании реального Адама.
Бахаи верят в то, что Адам является отцом всех людей и физическим истоком жизни человека и называют его в своей терминологии первым «явителем» (пророком):

Созерцай внутренним оком своим цепь последовательных Откровений, связавшую Явительство Адама с Явительством Баба. Свидетельствую пред Господом, что каждый из Явителей сих ниспослан был по Воле и по Промыслу Божию, каждый из них был носителем отдельного Послания, каждый был наделён богооткровенной Книгой… Мера Откровения, по которой каждый из Них узнается, предопределена была явно…
— «Избранные отрывки из Писаний Бахауллы», гл. XXXI, с. 74
Религия бахаи, основываясь на Новом Завете, признаёт связь Адама с Иисусом — новым Адамом, но объясняет эту связь не традиционной концепцией первородного греха, а разным значением этих персонажей Библии для человечества: Адам есть источник «физической жизни» человека, Христос же — «жизни духовной».

## Легенды и фольклор

### Легенды о сотворении Адама

#### Таргум псевдо-Ионатана
«Таргум псевдо-Ионатана» (перевод Священного Писания, написанный на западном диалекте арамейского языка, и датирующийся по составу входящих в него фрагментов от I века до н. э. до VII века н. э.) вводит такую подробность о сотворении Адама: Бог создал в теле человека 248 членов и 365 жил. Эти цифры имеют символическое значение и указывают на 613 заповедей Торы (сумма из 248 предписывающих и 365 запрещающих заповедей). Дальше «Таргум Псевдо-Ионатана» рассказывает о материале для сотворения Адама, которым являлся прах с места будущего Иерусалимского храма, смешанный с водами от четырёх сторон света. Из этой смеси Бог создал человека «красным, смуглым и белым».

#### Славянские апокрифы

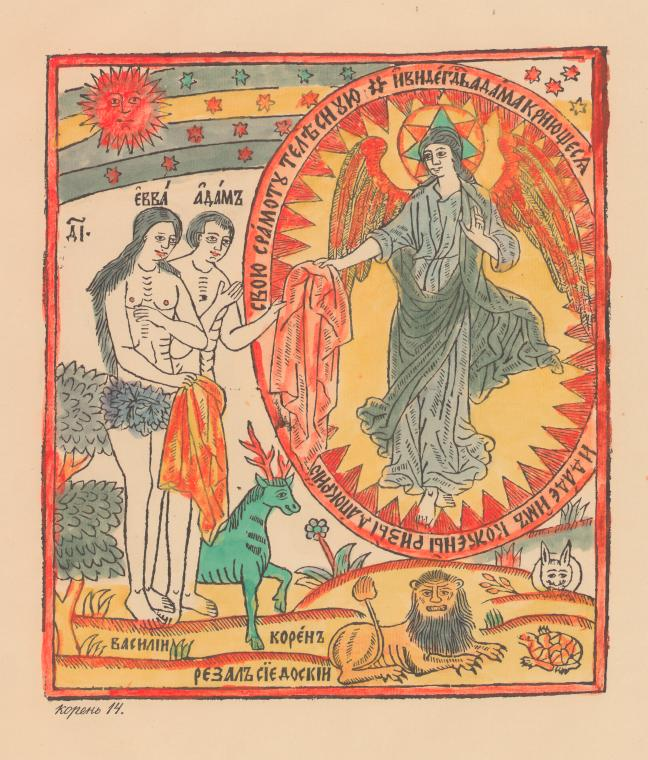
Бог в образе ангела изгоняет Адама и Еву. Гравюра Василия Кореня, 1696 год

Образ Адама в славянской апокрифической традиции тесно переплетён как с древнерусской фольклорной традицией, так и с символикой еврейских и греческих неканонических писаний.
Ярким примером славянского апокрифа о творении мира и первых людей является книга «Сказание о сотворении Богом Адама», дошедшая к нам по южнославянским спискам XIV века. Рассказ о сотворении человека в «Сказании…» сильно отличается от библейского. Здесь Бог словно «строит» Адама из окружающих материальных сущностей:

Создать в Мадиамской земле человека, взяв земли горсть от восьми частей: 1) от земли — тело, 2) от камня — кости, 3) от моря — кровь, 4) от солнца — глаза, 5) от облака — мысли, 6) от света — свет, 7) от ветра — дыхание, 8) от огня — теплоту. И стал Господь Бог глаза ему доставать от солнца, оставив Адама лежать одного на земле.
— Сказание о сотворении Богом Адама
Та же история о творении человека из отдельных элементов почти дословно повторяется в славянской апокрифической «Беседе трёх святителей», датируемой не позднее чем XIV веком. После сцены творения в «Сказании…» начинает действовать Сатана и портит творение Бога, творя всякие пакости и награждая Адама семьюдесятью болезнями:

прииде же окаянныи Сотона ко Адамѫ и измаза єгѡ каломъ и тиноѭ и возгрями. <…> Собака начала ѕлѡ лаяти на диавола, окаянный же Сотона вземъ древо и истыка всѣгѡ человѣка Адама, и сотвори ємѫ въ нёмъ седмьдецать недуговъ.

Сюжет о семидесяти болезнях Адама повторяется во многих славянских преданиях.

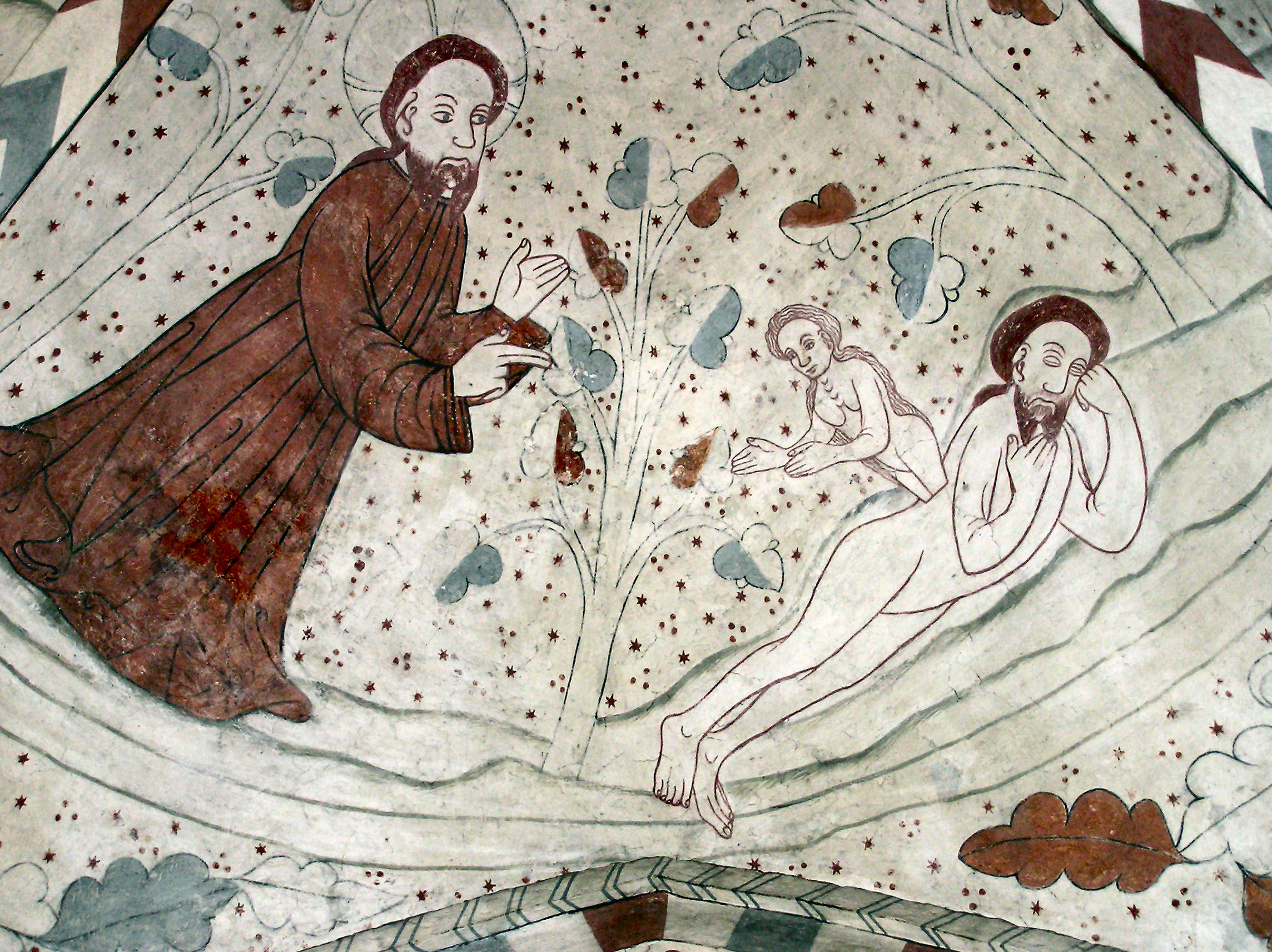
«Сотворение Евы из ребра Адама», фреска в шведской кирхе

Ещё одну версию о сотворении Адама можно прочитать во Второй книге Еноха, которую тоже можно рассматривать как славянский апокриф. Единственный доступный нам сербский список второй книги Еноха, попавший на славянскую территорию вероятно уже в XI—XII веке, в своей пространной редакции (датируемой концом XV века), включает в себя рассказ Господа Еноху о сотворении первого человека:

И в шесты день повелех моей мудрости сотворити человека от 7 состав: плоть его от земли, кровь его от росы и солнца, очи его от бездны морские, кости от камения, помысль его от борзости ангельской и от облака. Жилы его и космы от траве земные. Душу его от духа моего и от ветра.
— 2-я книга Еноха, 30:8
Дальше по тексту данный апокриф рассказывает о славе и величии Адама и даже называет его вторым ангелом.

### Легенда о происхождении имени «Адам»
Древняя легенда о происхождении имени «Адам» от названий четырёх сторон света содержится в еврейско-греческом апокрифе «Оракулы Сивилл», который исследователи датируют II веком до н. э. Имя «Адам» (ΑΔΑΜ) рассматривается как аббревиатура, состоящая из названий четырёх сторон света, и считается, что Бог взял прах для творения Адама соответственно со всех концов Земли:
Ἀνατολή — восток,
Δύσις — запад,
Ἄρκτος — север,
Μεσημβρία — юг.
Данный акроним имени первого человека базируется на греческой транскрипции слова «Адам», и невозможен в оригинальном прочтении на иврите. Легенда о творении человека в этом апокрифе значительно напоминает аналогичную историю из Таргума Псевдо-Ионатанна, рассмотренную выше.
По гностическому «Апокрифу Иоанна» Адама создал Аутоген (Христос). Имя «Адам» апокриф Иоанна толкует как «отражение (епинойю) света».

### Легенды о жизни в Эдемском саду

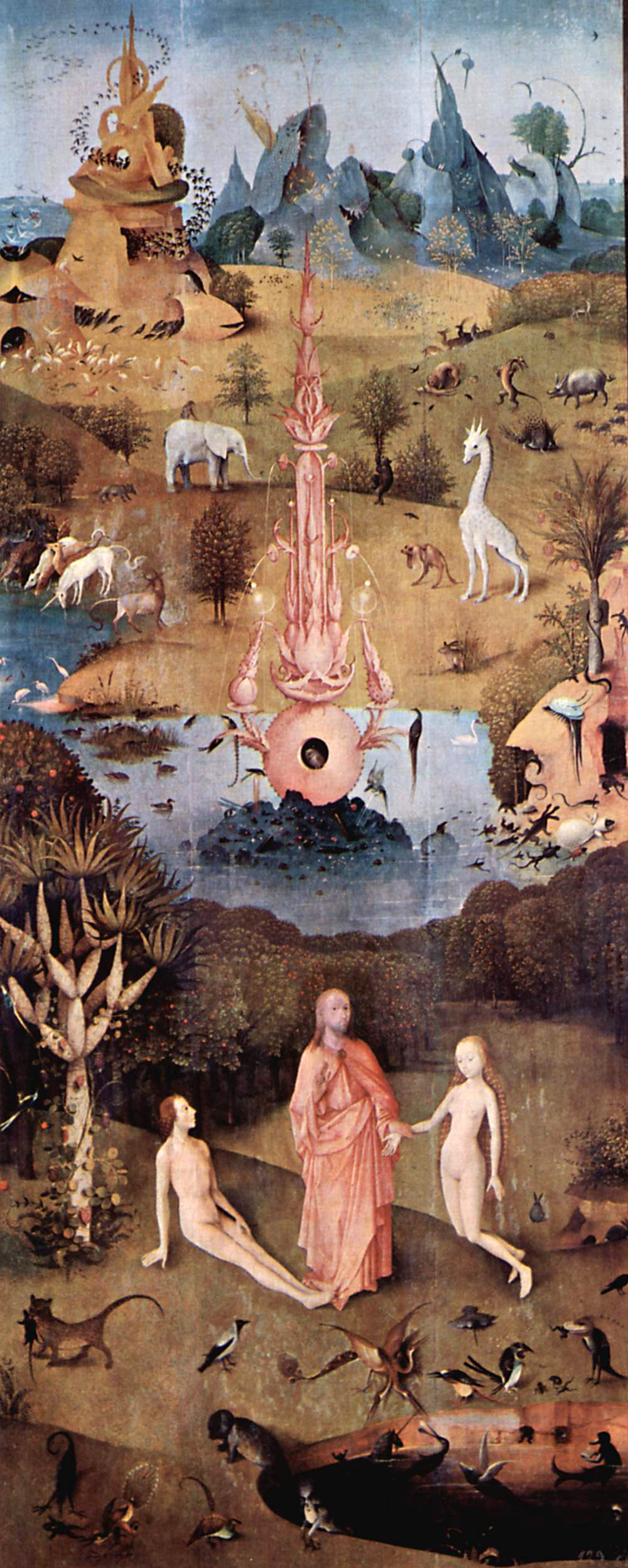
«Сад земных наслаждений», левая створка триптиха Босха. Изображение последних трёх дней творения мира

В Книге Юбилеев (I—II века до н. э.) Адам изображён в виде прародителя цивилизации, которого ангелы учат различным полезным вещам, пока он присматривает за Эдемским садом. Впервые здесь встречается объяснение того, от чего, собственно, должны были охранять Эдемский сад люди: от животных, скотины и птиц. Согласно этому апокрифу, до грехопадения все животные умели говорить на одном языке.

### Легенды о грехопадении
Четвёртая книга Ездры (I век до н. э.) подробно останавливается на эпизоде грехопадения, возлагая всю вину на Адама и обвиняя его в том, что у него «лукавое сердце».
В Книге Юбилеев ничего не сказано про запретное дерево, но довольно подробно рассказывается о грехопадении, не рассматривая впрочем проступок Адама как причину всемирного зла.
Интерпретация грехопадения в гностическом Евангелии от Филиппа довольно оригинальна: Адам, вкусив запретный плод, стал животным и «породил животных».

### Легенда о «рукописании» Адама
В древнерусских апокрифических источниках можно найти тему «рукописания» Адама и дьявола, которую встречаем в славянской версии апокрифа об Адаме, известной под названием «Слове о Адаме и о Еве от зачала и совершения» (около XV века). Суть эпизода в том, что дьявол берёт крепостную (собственническую) запись от Адама на его детей:

Дьявол же не давал ему пахать и сказал: «Запиши мне рукописание свое, что ты мой, и ты на земле будешь работать». Адам же сказал: «Чья земля, того и я, и дети мои». Но знал Адам, что должен сойти Господь на землю и родиться от Девы. Дьявол же очень обрадовался и сказал: «Заложись за меня». И взял Адам доску каменную и написал рукописание, и сказал: «Чья земля, того и я, и дети мои».
— Об Адаме и Еве
Этот сюжет позднее иногда воспринимался как намёк на борьбу между крестьянами и власть имущими.
Значение слова «рукописание» (греч. χειρογραφον) остаётся не до конца ясным. В греческом языке оно обычно используется для обозначения записки или росписи и встречается в канонической Библии лишь раз, в послании апостола Павла к колоссянам: «истребив учением бывшее о нас рукописание, которое было против нас, и Он взял его от среды и пригвоздил ко кресту» (Кол. 2:14).

### Предания о смерти и погребении Адама

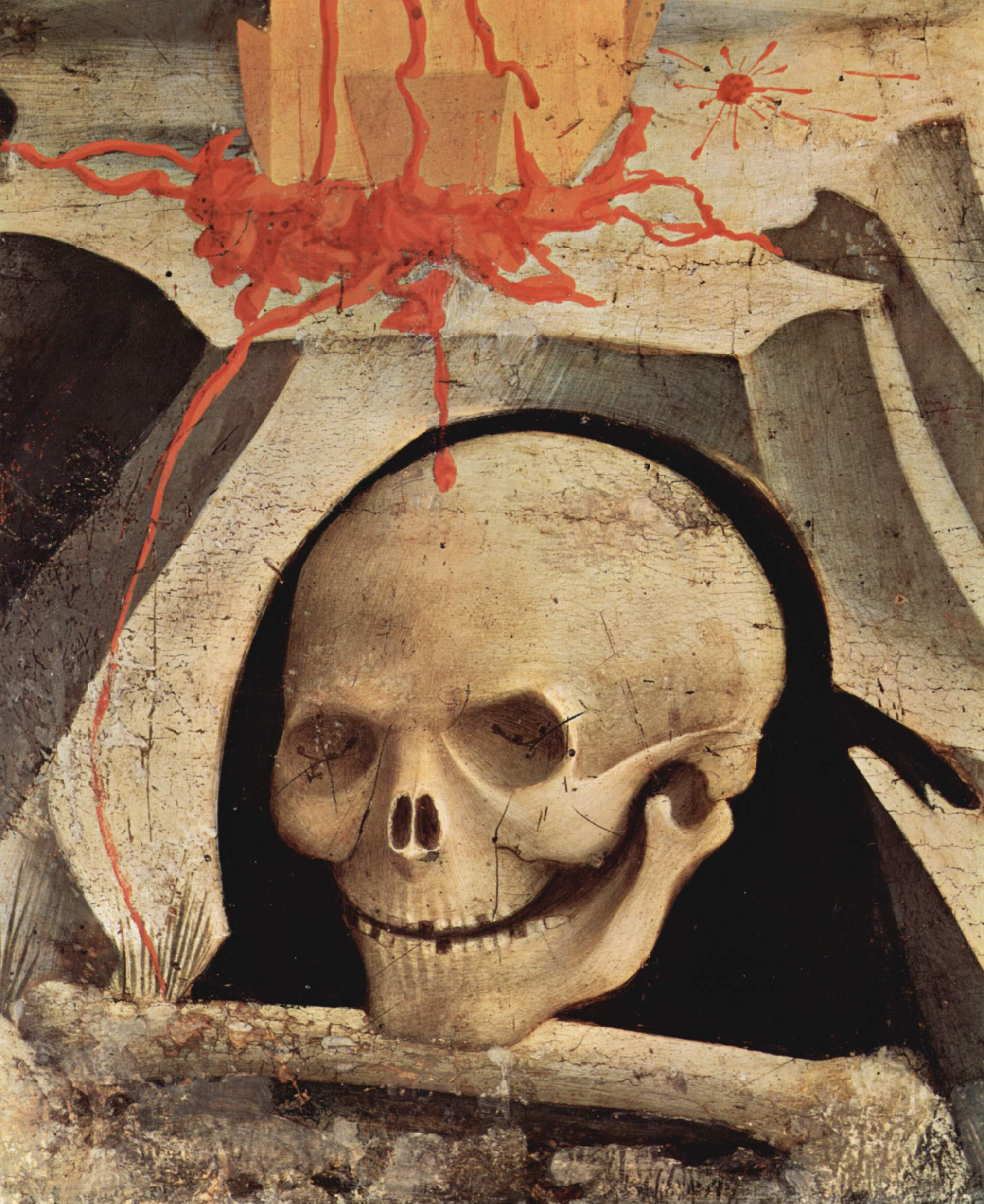
Череп Адама, захороненный у подножия креста. Фрагмент фрески Фра Беато Анджелико

В христианской традиции местом погребения Адама принято считать гору Голгофа, на которой был распят Иисус. Предание о погребении Адама на Голгофе известно с III века н. э. Ориген, например, видел Божественный промысел в совпадении мест погребения прародителя и распятия Господа. Основной причиной такого умозаключения являлись слова апостола Павла: «Как смерть через человека, так через человека и воскресение мёртвых. Как в Адаме все умирают, так во Христе все оживут» (1Кор. 5:21, 22). Такого взгляда придерживались также Тертуллиан, святители Василий Великий и Иоанн Златоуст и другие авторитетные богословы.
Компилятивный апокриф славянского происхождения «Слово о Крестном древе» (или «Слово о честном кресте»), приписываемый Григорию Богослову (но не написанный им на самом деле), содержит древнюю легенду о погребении Адама. «Слово о крестном древе» датируется приблизительно XII веком, и его начало опирается на последний эпизод апокрифа об Адаме и Еве, в котором говорится о трёх ветвях, которые ангел отломил от Дерева познания добра и зла и дал его сыну Сифу. Адам сделал из них венок. «И так погребли Адама с венцом, что был на главе его. <…> И на том месте выросло дерево из венца, что был на главе Адама». Апокриф «Слово о крестном древе», продолжает сюжет о венце Адама: дерево, выросшее на могиле из венца, разделилось на три ствола и достигло огромной высоты.
По указу царя Соломона демоны принесли в город дерево, в корни которого была вплетена голова Адама. Следуя апокрифу о крестном древе, череп Адама был огромной величины: слуга Соломона, приняв череп за пещеру, прятался в нём от дождя. Упоминание о гигантских размерах тела первого человека восходит к древним еврейским преданиям. Согласно апокрифу, из дерева Адама был сделан Животворящий Крест — орудие казни Иисуса Христа:

И когда совершилось предание Господа нашего Иисуса Христа, привели к Пилату Христа и двух разбойников. Пилат приказал, и сделали из тех дерев три креста. И распяли Христа на древе, что выросло из главы Адама.

Часто на иконах изображают череп Адама под крестом, на котором распят Иисус Христос. Существует несколько вариантов сказаний о крестном древе, которые различаются между собой в деталях. Известно сказание, помещённое в сборнике «Золотая легенда».
В апокрифе «Завещание Адама», датируемом II—V веком н. э. Адам перед смертью рассказывает своему сыну Сифу о своей былой жизни в Эдеме, предсказывает рождение Христа и конец мира.
В сирийском апокрифическом сочинении «Пещера сокровищ» (VII век) рассказывается, что Ной взял в ковчег останки первого человека — Адама, чтобы спасти их от потопа. Позднее Ной поручил своему сыну Симу похоронить череп Адама, что тот и сделал в Иерусалиме, считавшемся центром земли. Поэтому христианское предание считает, что в момент распятия Христа его кровь омыла череп Адама, захороненный под Голгофой.

### Адам в потустороннем мире

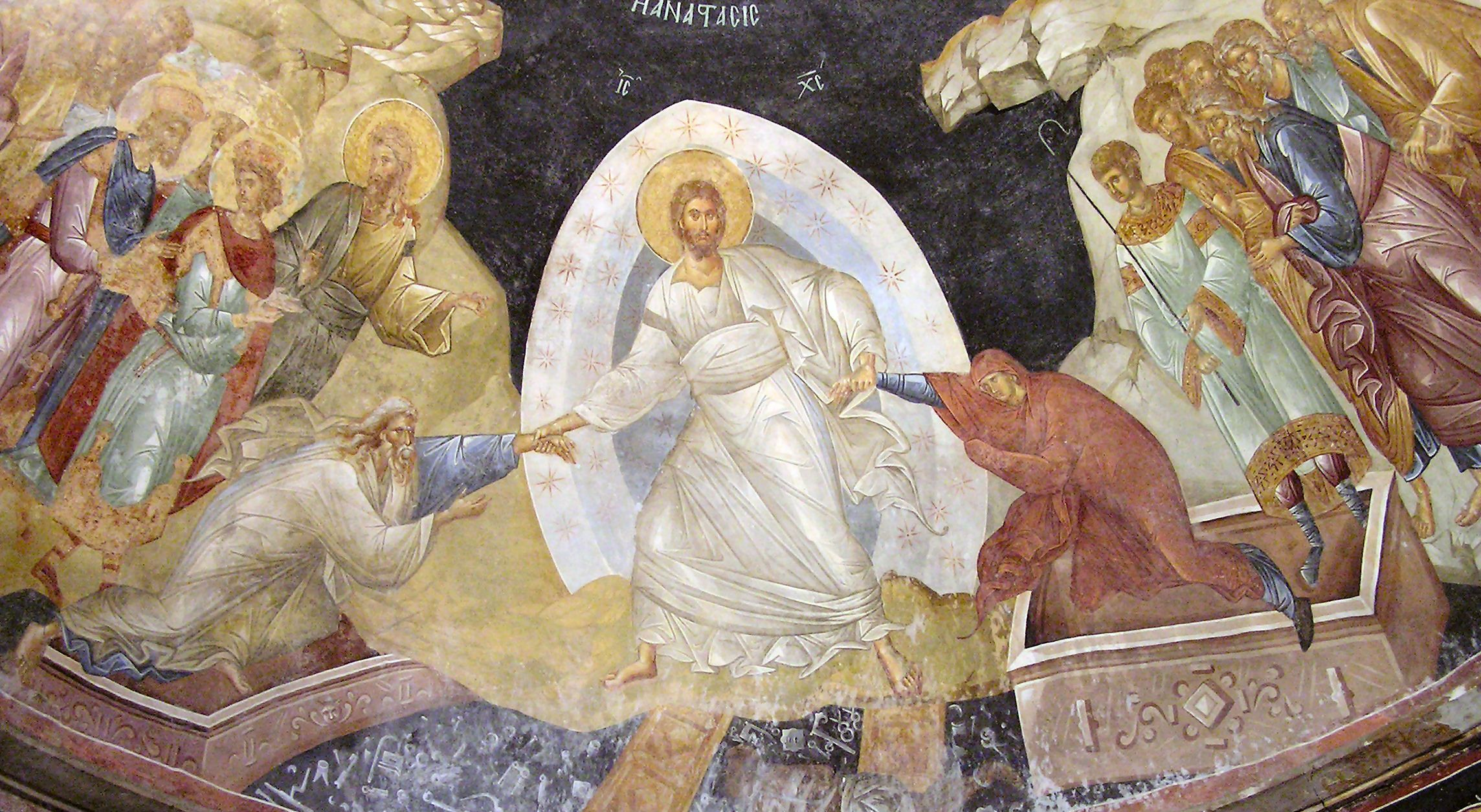
«Сошествие в ад»: Иисус Христос выводит Адама и Еву из ада за руку. Фреска в монастыре Хора

Южнославянский переводной апокриф «Смерть Авраама» изображает Адама после его смерти как привратника потустороннего мира, сидящего на престоле со славою. «Когда видишь его смеющимся, то понимай, что он видит души, которых ведут в жизнь, а когда же видишь плачущего, то понимай, что он видит души, которых ведут на смерть. А что плача больше чем смеха в семь раз, то понимай, что большую часть мира людей он видит идущего на смерть. И поэтому побеждает плач смех в семь раз».
Христианский апокриф «Евангелие от Никодима», датируемый примерно III—IV веком н. э., представляет Адама раскаявшимся и прощённым. По его сюжету, Христос в своём сошествии в ад увёл оттуда Адама вместе с другими ветхозаветними праведниками:

И тотчас Царь славы, крепкий Господь силою Своею попрал смерть, и схватив диавола, увязал (его), предал его муке вечной и увлёк земного отца нашего Адама и пророков, и всех святых, сущих (в аду), в Своё пресветлое сияние.

В русском переводе эти апокрифические истории вошли в состав старообрядческого сборника «Страсти Христовы».

## Семья Адама

### Жёны и сыновья
Согласно Алфавиту Бен-Сиры, первой женой Адама была Лилит. Не сумев убедить Адама в том, что они равны, так как оба сделаны из земли, Лилит улетела от него. Ангелы настигли её, но она отказалась возвратиться.
Согласно Книге Бытия:
- Бог создал для Адама жену (которую Адам, после изгнания из рая, назвал Евой) из его ребра[127].
- Ева родила Адаму трёх сыновей: Авеля, Каина и Сифа[128].

Мусульманские источники сыновей Хаввы называют Хабиль, Кабиль и Шис.
Иудейские источники сыновей Евы называют Ѓевель, Каин и Шет.
Некоторые источники называют отцом Каина не Адама, а дьявола.
Коран сообщает, что один из мальчиков, рождённых Хаввой, был назван Абд аль-Харисом.

### Дочери
По поводу дочерей Евы доступные источники имеют существенные расхождения:
Согласно Книге Юбилеев:
- «в пятую седмину во второй юбилей» Ева «родила дочь свою Аван»[135];
- «в шестую седмину» Ева родила Адаму «свою дочь Азуру»[136];
- впоследствии Ева родила Адаму «ещё девять сыновей», имена которых не называются[136].

В Книге Яшера (Праведного) утверждается, что:
- до Шета (Сифа) Хава (Ева) родила Адаму «двух сыновей и трёх дочерей»[137].

У Епифания Кипрского в Панарионе упоминается:
- Старшая сестра Каина Сава[138].
- Сестра Сифа Азура[138].
- Жена Сифа Орея[139].

У святителя Димитрия Ростовского в Келейном летописце упомянуто:
- «рождённая вместе с Авелем сестра его Делвора»[140].
- «Вместе с Сифом родилась также и сестра его Асвама (как с Каином Калмана, а с Авелем Делвора)»[141].

Раввин Элиягу Эссас:
- сообщает, что вместе с Каином родилась его сестра-близнец, а вместе с Авелем — две сестры (то есть родилась тройня)[142].
- со ссылкой на мидраш[143] сообщает, что:
  - у Адама и Хавы (Евы) рождались только близнецы: сыновья, а вместе с ними — дочери[144]
  - вместе с Эвелем (Авелем), в отличие от Каина (у которого была одна сестра), родились две девочки. Одна из них стала женой Эвеля (Авеля). А вот по поводу второй — чьей женой она будет — и поспорили Каин с Эвелем (Авелем)[144].
- со ссылкой на Дон Ицхак Абарбанеля сообщает, что жену Каина звали Кальмана, жену Эвеля (Авеля) — Белевира[144].
- со ссылкой на Талмуд[145] сообщает, что Каин женился на сёстрах Ѓевеля (Авеля) (их было две). После рождения третьего сына — Шета (Сифа), у Адама и Хавы (Евы) родились ещё 60 сыновей и дочерей[146].

Армянский историк Мхитар Айриванкский:
- сообщает, что Адам и Ева «родили Каина и Климу, сестру его. После того через тридцать лет родили Авеля и Абелухи, ибо Ева рождала все двойни, и родила таким образом 15 родов.»[147].
- называет жену Сифа Азору[148].

Армянский историк Вардан Великий сообщает, что у Адама и Евы:
- «родились Авель и сестра его, Авелухи»[149] (Абелухи[150], Абелиха[151]).

Энциклопедия ислама со ссылкой на Ибн Исхака утверждает, что:
- У Шиса (Сифа) была сестра Хазура[152].

Исламский энциклопедический словарь упоминает:
- дочерей Адама Лабуду и Аклиму[91].

Саид-афанди Чиркейский сообщает что:
- дети у Адама и Хавы (Евы) рождались двойнями: мальчик и девочка;
- вместе родились Лаюса и Хабил (Авель);
- в другой раз — Кабил (Каин) и Иклима;
- всевышний повелел Адаму женить Хабила (Авеля) на Иклиме, ибо ей как близнецу было запрещено вступать в брак с Кабилом (Каином);
- создатель ниспослал Адаму весть о том, что у него будет сын Шис (Сиф), рождённый один, без близнеца[153].

Визирь Абу-ль-Фадль Аллами, упоминает сестру-близнеца Кабила (Каина) Иклимию. Переводчики произведения упоминают варианты написания имени сестры-близнеца Каина как Иклима и Каламна.

### Жёны сыновей
- Каин женился на своей сестре Саве[138] (Аване[156]), а кроме того, на двух сестрах Авеля[129].
- Сиф женился на своей сестре Азуре[138][156], однако Абу-ль-Фадль Аллами упоминает, что Сифу была отдана в жёны Иклимия — сестра-близнец Каина[154].

## В философии

### Филон Александрийский
Иудейско-эллинистический философ Филон Александрийский в своём труде «О сотворении мира согласно Моисею» проводит подробный анализ библейской истории творения, имеющий аналогии с талмудическим.
Согласно Филону, человек был создан как образ и подобие логоса Бога. Его разумная природа была незамутнённой, и поэтому он смог дать вещам имена. Из эпизода о наречении имён животным философ делает вывод о владычестве над земным миром и «прекрасных свойствах» Адама — наместника Бога на земле.
Влечение же к жене стало причиной телесного наслаждения, которое стало началом несправедливостей и преступлений. Символом наслаждения является змей. Основные детали библейского рассказа не нужно понимать буквально:

Однако, как кажется, под садом подразумевается владычествующая способность души, которая исполнена, словно тысячами деревьев, множеством суждений, под деревом жизни — величайшая из добродетелей, богопочтение, благодаря которой душа приобретает бессмертие, а под деревом познания добра и зла — среднее разумение, посредством которого различается по природе противоположное.

### Маймонид
Еврейский ученый Маймонид в своём философском труде Путеводитель растерянных подробно разбирает историю Адама.
Фразу «Вы будете как боги (Элохим), знающие добро и зло» (Быт. 3:5) Маймонид, вслед за Онкелосом, трактует как «И будете, как владыки…». Это обусловлено тем, что слово Элохим на иврите может означать и Божество, и ангелов, и судей — правителей государств.
Маймонид понимает Дерево познания добра и зла как дерево познания хорошего и плохого. По его мнению, до грехопадения Адам находился на столь высоком уровне, что знал разницу между истиной и ложью, после же вкушения от дерева, скатился на уровень на котором воспринимают лишь хорошее и плохое.

…разум, который Бог излил на человека и в котором состоит последнее совершенство оного, и есть то, что было у Адама до того, как он взбунтовался, и именно из-за этого сказано о нём, что он [создан] по образу Бога и по подобию Его; именно благодаря этому он стал тем, к кому обращался [Бог] и кому повелевал, как сказано: «И повелел Господь Бог человеку…», ибо не даётся повеление … тем, у кого нет разума, и разумом различают между истиной и ложью, а это было у человека в совершенстве и цельности. Что же касается [понятий] «плохое» и «хорошее», то они относятся к [сфере] общепринятого, а не умопостигаемого. … Разумом человек распознает истину и ложь, и это относится ко всем умопостигаемым предметам.
…Когда же он взбунтовался … был он наказан тем, что отнято у него было интеллектуальное постижение. … и погряз в суждениях о плохом и хорошем. … Поэтому сказано: «Будете, как Элоһим, знающие хорошее и плохое», а не сказано: «знающие ложное и истинное», или «постигающие ложное и истинное»: ведь в необходимом совершенно нет хорошего и плохого, но только ложное и истинное.
— Маймонид. «Путеводитель растерянных», глава 2.
В «Шемона пераким» (гл. 8) Маймонид, вслед за Онкелосом и Саадией Гаоном, поясняет стих «И сказал Господь Бог: вот, Адам стал как один (ивр. כאחד‎) из Нас (ממנו‎), зная добро и зло» (Быт. 3:22) следующим образом: «…вот, человек стал единственным [в своём роде] (כאחד‎), от него (ивр. ממנו‎) [зависит] — познавать добро или зло». Это прочтение отличается от обычного иной разбивкой фразы и иным пониманием слова — не «из нас» а «от него». Таким образом, согласно Маймониду, этот стих говорит не об уподоблении человека Богу, а о свободе выбора между добром и злом, которая появилась у Адама после грехопадения.
По словам Маймонида, человек — единственное существо, творение которого разделено на два этапа: «И создал Господь Бог человека из праха земного» — наделение человека эмпирическим существованием; «и вдунул в лице его дыхание жизни, и стал человек душею живою» — завершение творения человека во встрече его с Богом (ср. Пс. 138:5). Эта мысль перекликается с сюжетом знаменитой картины Микеланджело «Сотворение Адама».
Маймонид отвергает воззрение, согласно которому чувственное восприятие возникает в результате грехопадения. Подобное воззрение, рассматривающее первоначального Адама как чисто духовное существо и грех как падение в материальный мир, характерно для неоплатонических и гностических интерпретаций рассказа об Адаме.
К толкованию рассказа о грехопадении Маймонид возвращается во второй части Путеводителя растерянных (II, гл. 30). Предлагаемая там интерпретация опирается на Мидраш и носит более выраженный аллегорический характер. Изгнание Адама из рая, где он мог протянуть руку и вкусить от Дерева жизни, на землю, которую он должен обрабатывать в поте лица своего, служит предметом ряда аллегорических толкований, развиваемых последователями Маймонида на основании данных им намёков.
- Так, возделывание земли может быть понято как подготовительная работа, которая требуется от человека для того, чтобы вступить на путь постижения[162]; в частности — как формирование этических предпосылок постижения: изгнанный из рая, человек в поте лица своего должен вырабатывать в себе знание добра и зла, формируя тем самым свой стихийный, «взятый из праха» этос, чтобы стать готовым к восприятию интеллектуальных форм и в конечном счёте к тому, чтобы вкусить от Дерева жизни.
- Согласно другим аллегорическим толкованиям, предлагаемым некоторыми средневековыми комментаторами, речь в этих стихах идёт об эпистемологии[163]: после грехопадения, для того чтобы обрести знание умопостигаемого, человеку приходится в поте лица своего обрабатывать данные чувственного восприятия.
- Ещё один вариант: в райском саду человек пользуется истинными предпосылками и аподиктическими умозаключениями, после грехопадения — правдоподобными посылками и диалектическими умозаключениями, в поте лица добывая крупицы истины, смешанные с плевелами.
- Кроме того, существует вариация, где Змей — лишённость, соблазняющий Еву — материю, становится причиной смертности Адама — формы[164][165].

### Средневековая философия
Большинство средневековых комментаторов рационалистического направления, вопреки буквальному смыслу библейского текста, считали, что право и обязанность Адама вкушать от Дерева жизни остаётся в силе после грехопадения.
Так, например, философ XIV века Герсонид (р. Леви бен Гершом) толкует Быт. 3:22, 23 следующим образом: «Неужели Адаму была дана способность, которая делала его подобным высшим субстанциям („одному из нас“, подразумеваются Бог и ангелы), для того, чтобы он постигал добро и зло? Теперь же, когда ослушался и упустил задуманное Мной, разве может он исполнить то, для чего предназначен, — простереть свою руку и взять от Древа жизни, и вкусить от Древа жизни и обрести вечную жизнь?» Следующий стих (Быт. 3:24) Герсонид объясняет так: именно для того, чтобы дать человеку возможность вкусить от Древа жизни, несмотря на то, что он утратил способность непосредственно постигать интеллигибельное (обрабатывать сад Эдема), Бог высылает его из Эдема обрабатывать землю — чувственные восприятия, и помещает на пути к Древу жизни сияние меча обращающегося и херувимов — воображаемые формы и эманацию Активного Интеллекта.

### В масонстве
В философии масонства Адам является первым масоном и одной из центральных фигур. Считается, что Адам получил от Бога тайное знание — основу масонства, которое он передал своим потомкам. С тех пор масонские ложи хранят и передают это тайное знание из поколения в поколение до сих пор.
Один из основных идеологов масонства, Джеймс Андерсон, в своём труде «Конституции вольных каменщиков» (англ. «The Constitutions of the Free-Masons», 1723 год) отождествляет это тайное знание с наукой геометрией:

Адам, первопрародитель наш, сотворённый по образу Божию, великого Зодчего Вселенной, должен был иметь Свободные Науки, особенно Геометрию, запечатлёнными в его сердце; ибо во все времена после грехопадения мы обнаруживаем её Принципы в сердцах его потомков.

Легенда о происхождении масонского ордена ещё со времён Адама не является общепринятым принципом и подвергалась критике как сторонними исследователями, так и некоторыми членами масонских лож.

### Г. В. Ф. Гегель

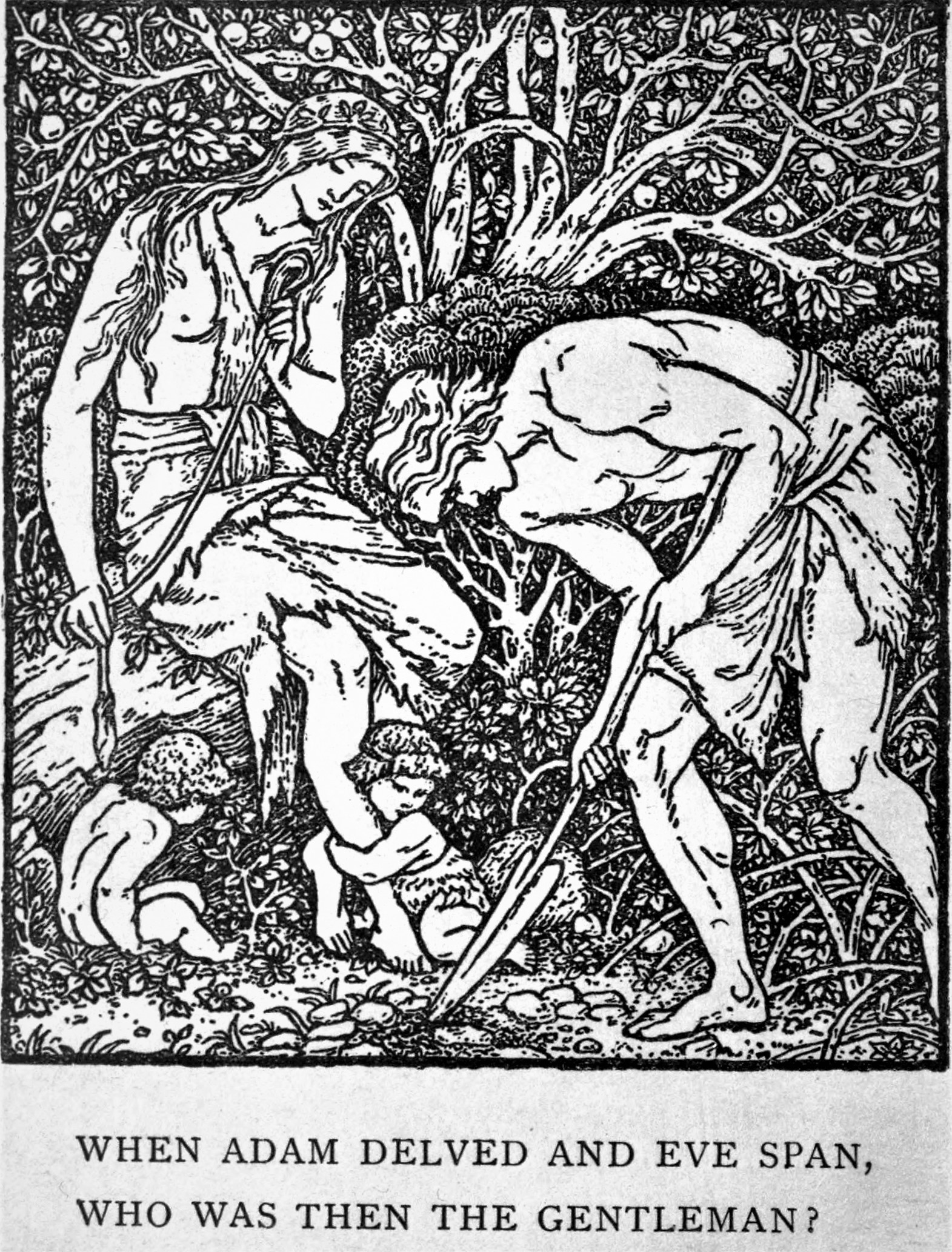
«Когда Адам пахал, а Ева пряла, кто тогда был дворянином?» (Джон Болл, XIV век). Иллюстрация к изречению, ставшему классической английской поговоркой о том, что Бог сотворил всех людей равными. Уильям Моррис

Немецкий философ Г. В. Ф. Гегель принимает все основные термины традиционного толкования (Бог-творец, человек, добро и зло, грехопадение, Христос как второй Адам), но даёт им свою трактовку, включая их в собственную философскую систему. При этом он опирается также на понятие «естественного состояния» в философии Просвещения.
В начале «Энциклопедии философских наук» Гегель рассматривает библейскую историю о грехопадении. Согласно интерпретации Гегеля, райская жизнь была лишена добра и зла. Изначальное природное единство было нарушено в результате грехопадения человека, когда Адам возжелал плоды с Дерева познания добра и зла. С тех пор духовная и природная жизнь находятся в противоречии друг с другом.
Согласно Книге Бытия, после свершения греха люди познали, что они наги. Гегель считает, что их стыд является свидетельством разлада, появившегося в душе человека. Дух узрел природу, наготу, и смутился, отвернулся от природной чувственности. Но дух здесь не останавливается, и он стремится познать самого себя, своё инобытие, отчуждение. «В природе такое внутреннее раздвоение не встречается, и природные вещи не знают зла».
Сюжет о грехопадении Гегель в «Лекциях по философии религии» разбирает дважды: кратко в разделе о иудейской религии и подробно в разделе об абсолютной религии (христианстве).
В первом случае он говорит:

Эта простая история прежде всего может быть понята примерно так: бог дал человеку заповедь, а человек, побуждаемый бесконечным высокомерием, пожелав стать равным богу (мысль, пришедшая к нему извне), эту заповедь нарушил; за своё жалкое, глупое высокомерие он был затем жестоко наказан. Эту заповедь бог дал лишь формально, чтобы человек мог проявить своё повиновение. … Во всём этом образном представлении внутреннее выражается как внешнее, необходимое — как случайное.

Во второй раз Гегель возвращается к данной теме и находит в ней глубочайший философский смысл:

Невинность означает отсутствие воли, она означает отсутствие зла, а тем самым и добра. … познание действительно является источником всякого зла, ибо знание, сознание есть тот акт, благодаря которому полагается разрыв, отрицательное, перво-деление, раздвоение в ближайшем определении для-себя-бытия вообще. … В этом принципе познания в действительности положен также принцип божественности, который благодаря дальнейшему выравниванию должен прийти к своему примирению, к истинности или, другими словами, в нём заключено обещание и достоверность того, что человек вновь обретает образ и подобие божие. … Человек бессмертен благодаря познанию, ибо лишь в качестве мыслящего он есть не смертная, животная душа, а душа чистая, свободная.

### Лев Шестов
По мнению русского философа Льва Шестова, предостережение Бога Адаму под страхом смерти не есть плодов Дерева познания добра и зла не является предупреждением о наказании в случае непослушания. Шестов считает, что «в познании скрыта смерть». Слова змея о том, что «в день, в который вы вкусите плодов, откроются глаза ваши, и вы будете, как боги, знающие добро и зло» (Быт. 3:5), Шестов комментирует следующим образом:

Откроются ваши глаза: так сказал змей. Умрёте: так сказал Бог. Метафизика познания книги Бытия теснейшим образом связана с метафизикой бытия. Если Бог сказал правду, то от знания идёт смерть, если змей сказал правду — знание равняет человека с богами. Так стал вопрос перед первым человеком, так вопрос стоит и сейчас пред нами. Нечего и говорить, что благочестивые мыслители средневековья ни на минуту не допускали и мысли, что правда была на стороне искусителя-змея. Но гностики думали и открыто говорили иначе: не змей обманул человека, а Бог. В наше время Гегель нисколько не стесняется утверждать, что змей сказал первому человеку правду и что плоды с дерева познания стали источником философии для всех будущих времен. И если мы спросим у нашего разума, на чьей стороне была правда, и если мы вперёд согласимся, что наш разум есть последняя инстанция, в которой разрешается спор между змеем и Богом, то двух мнений быть не может: делу змея обеспечено полное торжество.
— Лев Шестов. «Афины и Иерусалим» 3.2

Основная противоположность между «истиной» эллинов и «откровением» Писания: для эллинов плоды с дерева познания были источником философии для всех будущих времён и вместе с тем освобождающим началом, для Писания — они были началом рабства и знаменовали собой падение человека.
— Лев Шестов. «Афины и Иерусалим» 3.6

## В искусстве и литературе

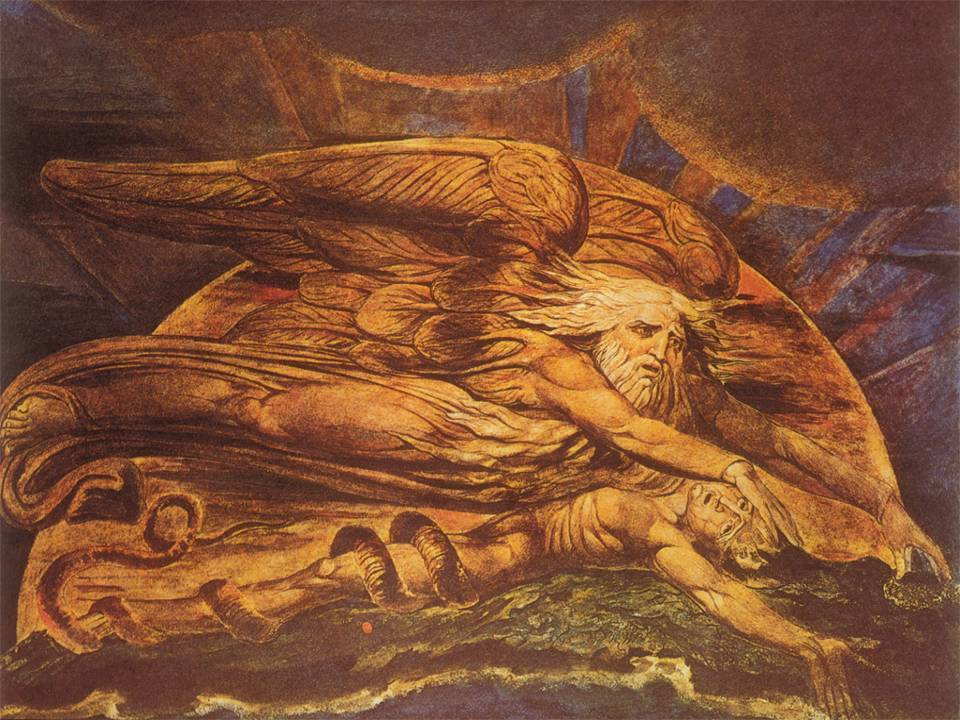
«Сотворение Адама», иллюстрация Уильяма Блейка к поэме Джона Мильтона

Библейское повествование об Адаме ввело в мировое искусство и культуру большое число символов, таких как: Эдем, Дерево познания добра и зла, Дерево жизни, запретный плод, змей-искуситель, изгнание из рая.

### В литературе
Образ Адама как первого человека издавна использовался писателями, так или иначе затрагивавшими в своих произведениях тему сотворения и жизни первых людей. Особенно часто привлекали внимание литераторов силой своего драматизма сюжет грехопадения и последующего изгнания из Эдема.

#### Европейская литература
В истории литературы известна средневековая полулитургическая драма «Действо об Адаме», датирующаяся серединой XII века. Произведение написано на двух языках: на латыни и старофранцузском языке. В драме доминирует мотив справедливого божественного возмездия за гордыню, проявлённую Адамом, за непослушание воле всевышнего Бога.
Согласно Данте Алигьери, Адам сидит в Райской розе по левую руку от Девы Марии (по правую руку сидит апостол Пётр):

Те два, счастливей, чем любой иной,

К Августе приближенные соседи, —

Как бы два корня розы неземной.

Левей — источник всех земных наследий,

Тот праотец, чей дерзновенный вкус

Оставил людям привкус горькой снеди…
— Божественная комедия. Рай, XXXII, 118—123, пер. М. Лозинского
Образу Адама посвящали свои произведения известные немецкие писатели Ганс Сакс («Трагедия о сотворении Адама и изгнании его из рая») и Фридрих Клопшток, в трагедии которого «Смерть Адама» первый человек умирает со словами: «Великий судия! Я иду к Тебе!», каясь перед Богом за содеянный грех.
О, если б Ангелов Адам

Себе в пример поставил!

Но, не пошед по их следам,

Он жадно рвался ко звёздам

Противу Божьих правил:

Души грехом не отягча,

Он не изведал бы бича!

О, горькая судьбина!

О, Божий если б гнев потух!
Литература европейского барокко часто обращается к образу Адама. Нидерландский поэт и драматург Йост Вондел окружил Адама в своей драме «Адам в изгнании» (трилогия «Трагедия трагедий») пафосом борьбы. Библейским рассказам Вондел придаёт черты событий XVII века. Адам у Вондела — стойкий и мужественный, он не поддаётся искушениям Сатаны. Но из-за слабости Евы всё же случилось грехопадение, которое здесь осмысливается довольно необычно: выгоняя людей из Эдема, ангел говорит им о другом рае, который они обретут — это рай внутренний, любовь и милосердие внутри человека. Другой крупнейший деятель нидерландской культуры, Гуго Гроций, также написал драму на этот библейский сюжет («Адам изгнанный», на латинском языке, 1601).
Он, без отпора, за руку повёл

Её на затенённый бугорок,

Под сень ветвей, под кров густой листвы.

Фиалки, незабудки, гиацинты

И асфоделии служили им

Цветочным ложем, — мягкое как пух,

Прохладное земное лоно! Там

Они любви роскошно предались,

Всем наслажденьям плотским, увенчав

Провинность обоюдную, стремясь

Сознание греховности размыкать;

Затем, усталые от страстных ласк,

Заснули, усыплённые росой.
Эпическая поэма «Потерянный Рай» Джона Мильтона — без сомнения самое знаменитое произведение, посвящённое библейскому эпизоду грехопадения Адама. Большинство персонажей принадлежат потустороннему миру — это в основном ангелы; автор даже относится с сочувствием к искусителю Адама — Сатане. Под влиянием «Потерянного рая» швейцарский поэт и драматург И. Я. Бодмер написал ряд драматических поэм о библейских героях, в числе которых и поэма об Адаме (1763 год).
В английской мистической поэзии XVII—XVIII веков (Томас Трэхерн, Кристофер Смарт, Уильям Блейк и др.) Адам предстаёт как воплощение первозданного, не искажённого грехом (или «опытом») мировосприятия, гармонии между Богом, природой и человеком.
В некоторых произведениях классиков, перекликающихся с библейским сюжетом, можно видеть трагический мотив обречённости людей, навсегда потерявших беззаботную жизнь. Например Жюль Верн в своём фантастическом, глубоко философском рассказе «Вечный Адам» использовал образ первой человеческой пары, показав его в контексте истории человечества, бессильного перед природой.

#### Русская литература
Из русских средневековых литературных произведений, использующих образ Адама, можно выделить «Моление» Даниила Заточника (XIII век), автор которого интерпретирует изгнание Адама из рая как следствие вины Евы: «Женою сперва прадедъ нашь Адамъ из рая изгнанъ бысть». «Моление» в строфе «…да не восплачюся рыдая, аки Адамъ рая» перекликается с другим литературным памятником — это «Плач Адама», русский духовный стих, известный по крайней мере с последней трети XV века и имеющий скорее литургические, чем библейские корни.
Другое загадочное произведение русского фольклора — космогонический духовный стих о Голубиной Книге, датирующийся XV — началом XVI века, состоит из вопросов и ответов об устройстве мироздания. В частности, стих содержит такой фрагмент:

У нас ум-разум самого Христа,

Наши помыслы от облац небесныих,

У нас мир — народ от Адамия;

Кости крепкие от камения;

Телеса наши от сырой земли;

Кровь — руда наша от чёрна моря.

От того у нас в земле цари пошли:

От святой главы от Адамовой;

От того зачались князья-бояры:

От святых мощей от Адамовых;

От того крестьяны православные:

От свята колена от Адамова.

Здесь мы видим легендарную историю о происхождению людей разных чинов от частей тела Адама.
Жизнь первой человеческой пары также нашла отображение в совершенно другом виде литературы — мистериях. Яркий пример этому — русская мистерия XVII века «Жалостная комедия об Адаме и Еве».

##### Адам в акмеизме

«Адам и Ева». Картина Ганса Тома, 1897 год

Совершенно особую и уникальную роль играл первый человек в творчестве литературной группы акмеистов, которые на основе переосмысленного образа Адама как Сверхчеловека построили своё особое восприятие мира. Акмеисты (или адамисты) представляли Адама изобретателем поэзии, видя его творчество в том, что он в своё время придумал имена всем животным (Быт. 2:19). Они связывали с Адамом мотив радости существования, счастья бытия. С. М. Городецкий, один из организаторов Цеха поэтов, писал:

Но этот новый Адам пришёл не на шестой день творения в нетронутый и девственный мир, а в русскую современность. Он и здесь огляделся тем же ясным, зорким оком, принял всё, что увидел, и пропел жизни и миру аллилуиа.
— С. Городецкий, «Некоторые течения в современной русской поэзии»
Мне страшно сочетанье слов — «я сам».

Есть внешний, есть и внутренний Адам.

Стихи слагая о любви нездешней,

За женщиной ухаживает внешний.

А внутренний, как враг, следит за ним,

Унылой злобою всегда томим.
Фигуре Адама были посвящены такие стихи Гумилёва как «Сон Адама», «Баллада» («И в юном мире юноша Адам») и «Два Адама». Мандельштам, также принадлежащий к акмеистам, в оригинальном стихотворении «Notre Dame» метафорически соотнёс образ тела Нового Адама с храмом, и соответственно органов тела с частями храма.

#### Сатирическая литература
Библейское жизнеописание Адама естественным образом активно использовалось антирелигиозной пропагандой советского периода. Примером служит сборник юмористических рисунков Жана Эффеля «Адам познаёт мир» (или «Сотворение мира»), где автор с иронией показывает библейскую историю начала мира и сотворения первого человека в частности.
В сатирических тонах описывает эдемскую жизнь Адама и Евы Марк Твен в своём сборнике рассказов «Дневник Адама», опубликованном, согласно воле автора, через много лет после его смерти.

### В изобразительном искусстве
Как правило, Адам изображается вместе со своей женой Евой, нагим (до грехопадения) или одетым (после), молодым или зрелым мужчиной. Менее распространённой иконографической схемой является сцена сотворения Богом Адама.
Наиболее известными изображениями Адама являются работы ренессансных мастеров — фрески Микеланджело в Сикстинской капелле и роспись Мазаччо «Изгнание из рая», а также произведения Альбрехта Дюрера.
В качестве второстепенного персонажа Адам появляется в изображениях на новозаветную тематику — Сошествии Христа в ад, где изображён в числе ветхозаветних праведников. Череп (главу) Адама часто рисуют в сцене Распятия Христова в основании горы Голгофы или же непосредственно под крестом.

### В кинематографе
- Библия / The Bible: In The Beginning (1966; Италия, США). Режиссёр Джон Хьюстон. В роли Адама — Майкл Паркс
- Божественная комедия (1973). Адама озвучил Зиновий Гердт.
- Библия (мини-сериал) / The Bible (2013; США). Режиссёр Тони Митчелл. В роли Адама — Пол Нопс.
- Ной / Noah (2014; США). Режиссёр Даррен Аронофски, в роли Адама — Адам Гриффит.
- В аниме Повесть о конце света является бойцом на стороне человечества.
- В мультсериале Отель Хазбин является главой ангельских войск Истребителей и главным антагонистом первого сезона.

## В науке
Археогенетика определила, что у всех ныне живущих людей существует один наиболее близкий общий предок по мужской линии, живший примерно 60 000—90 000 лет назад. По очевидной причине его назвали Y-хромосомный Адам. Но этот мужчина не является единственным предком всех людей на планете, просто прямые мужские линии его современников прервались в какие-то моменты времени, и их Y-хромосомы не сохранились в генотипах современных мужчин.
Адаму было достаточно легко ухаживать за садом, но когда он был изгнан из рая, ему пришлось добывать пищу тяжким земледельческим трудом. Этот эпизод из Книги Бытия является отражением неолитической революции, когда человек перешёл от собирательства и охоты к земледелию и животноводству.

## Комментарии
1. ↑  Однокоренное со словом אדמה‎, ʼǎdāmāh («земля»), первоначально, возможно, означало «краснозём»[1].